# Castello Roganzuolo
Castello Roganzuolo (Castèl de Roganzol in veneto) è una frazione del comune di San Fior, nella provincia di Treviso.

## Geografia fisica

### Territorio

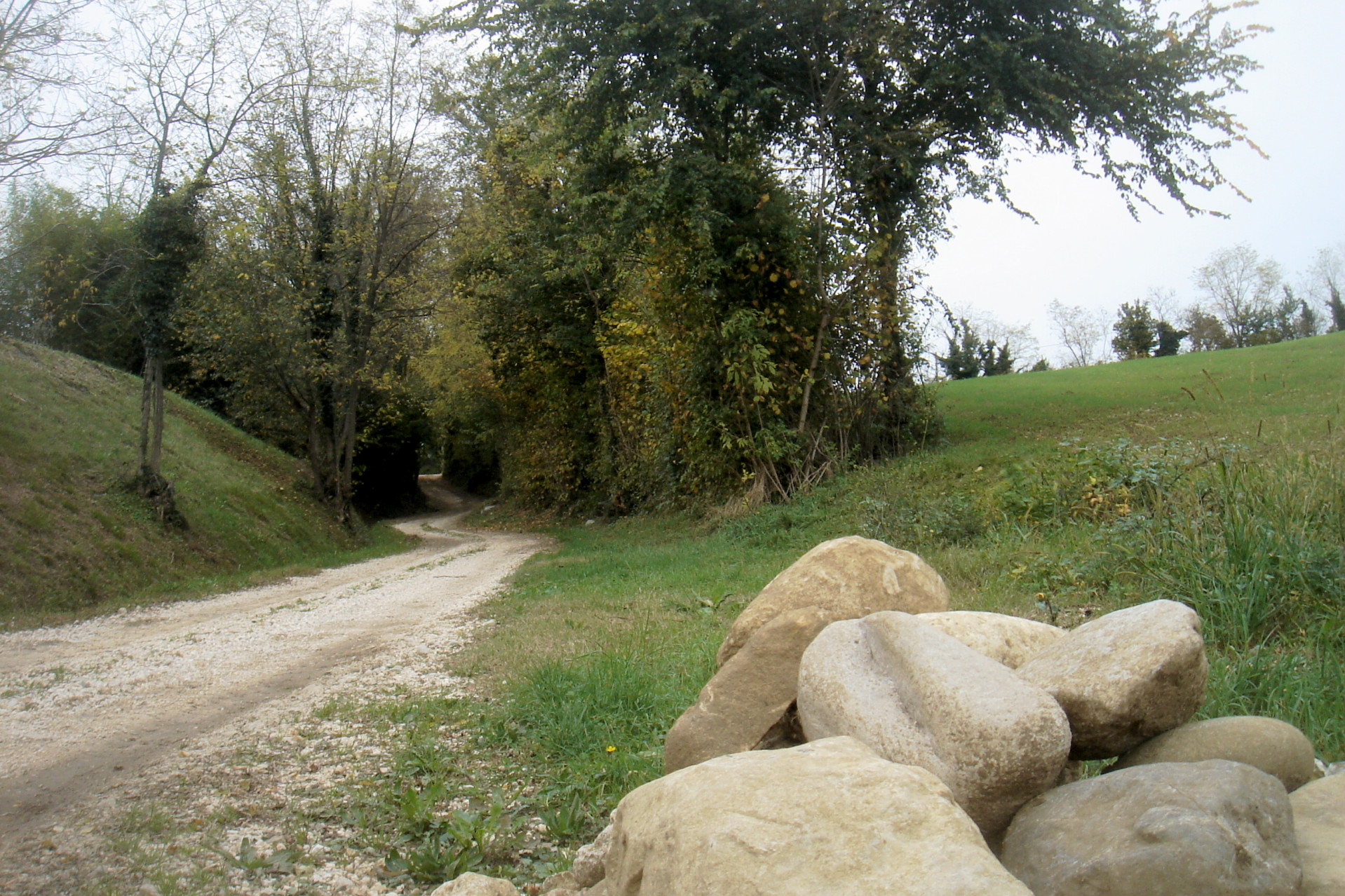
L'antica via Moranda Alta

Il territorio di Castello Roganzuolo si adagia sulle colline moreniche ad est di Conegliano, occupando anche una modesta area pianeggiante a sud dei rilievi; questi conservano ancora per ampi tratti la fisionomia tradizionale del paesaggio rurale alto-trevigiano, nell'intreccio delle vecchie calli, nelle forme architettoniche e nella toponomastica. La pianura invece, nel secondo Novecento, ha cambiato notevolmente volto, per il crescente boom industriale e residenziale che ha interessato le porzioni di territorio lambite dalla SS 13 e dalla ferrovia Venezia-Udine. Il paesaggio urbanizzato si alterna tuttavia a strade ancora suggestive, come via Moranda, che dal piano si collega alla viabilità storica della parte alta del paese, confluendo in calle Stortana Vecchia e cal del Valón (dal nome dell'omonimo torrentello).

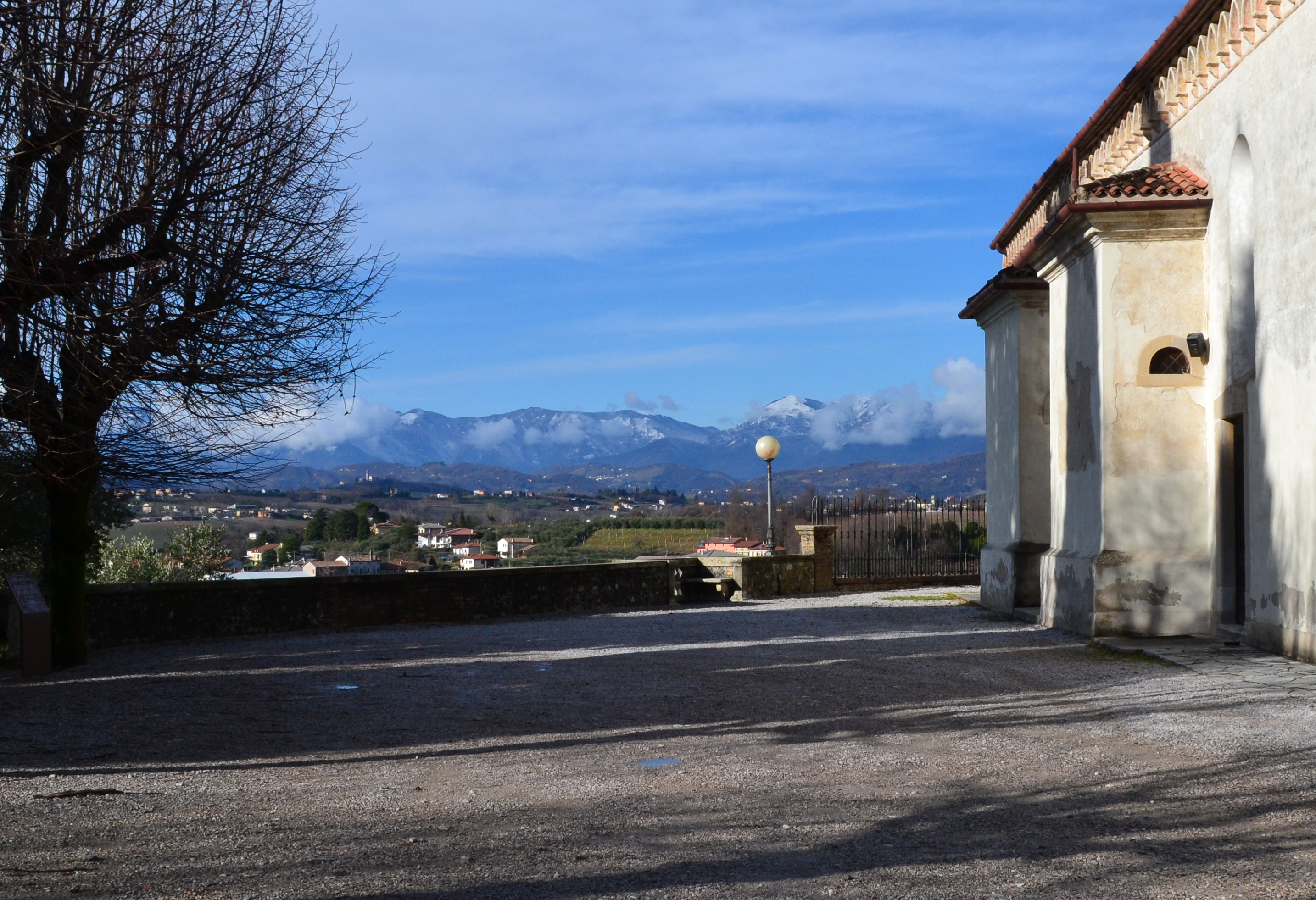
Veduta panoramica dalla terrazza della chiesa monumentale

Case sparse, boschetti e vigne caratterizzano il cuore collinare di Castello Roganzuolo, su cui spicca l'altura più elevata, il colle Castelìr, sopra il quale sorge l'antica chiesa monumentale, che, al di là del valore storico-artistico del sito, costituisce un punto visuale degno di nota sulla parte nord-orientale della provincia di Treviso; incorniciate dalla catena delle Prealpi bellunesi (e a sfumare da un lato quelle vicentine, dall'altro quelle della Venezia-Giulia) si distinguono almeno le seguenti località: San Fior; Pianzano; Godega di Sant'Urbano; Orsago; Cordignano; Rugolo; Montaner; Osigo; Fregona; Colle Umberto; San Martino; Vittorio Veneto, (soprattutto il santuario di Santa Augusta); Col di Manza; Scomigo; Arfanta, Formeniga; Ogliano; Conegliano (Costa e il castello).

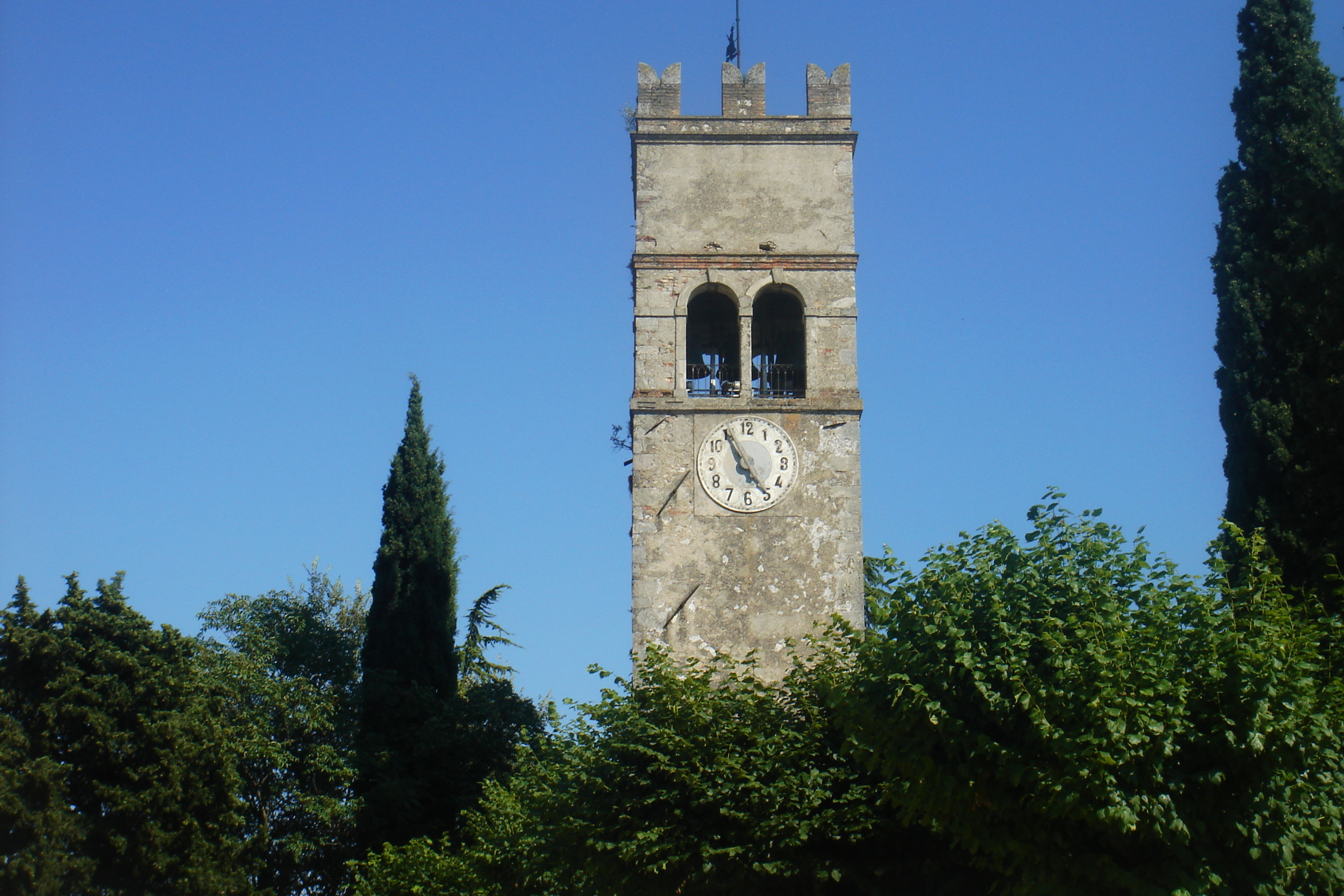
La torre campanaria nel 2008; assieme al presbiterio della chiesa, è l'unico elemento rimasto del castrum originario, da cui la località ha preso nome.

## Origini del nome
Il toponimo trova probabile origine nell'antico nome «Castrum de Regençudo», come attestato nella documentazione di epoca caminese (XIII sec.), e si riferisce alla presenza di un "castello di reggenza" presso cui operava, appunto, un reggente incaricato dai Da Camino: il presidio aveva funzioni di difesa, legate alla posizione arroccata del colle.
Nei secoli successivi sono documentate altre forme dell'aggettivo che nel tempo ha assunto quella definitiva di "Roganzuolo": tra queste, Reginzuolo, Roganzuol, Regenzuolo, Rogazol, Righinzuolo, Reghenzolo, Regenza o Reggenza, Regenzone. Nei documenti ecclesiastici del Cinquecento, come spesso oggi in gergo, viene chiamato semplicemente Castello.

## Storia

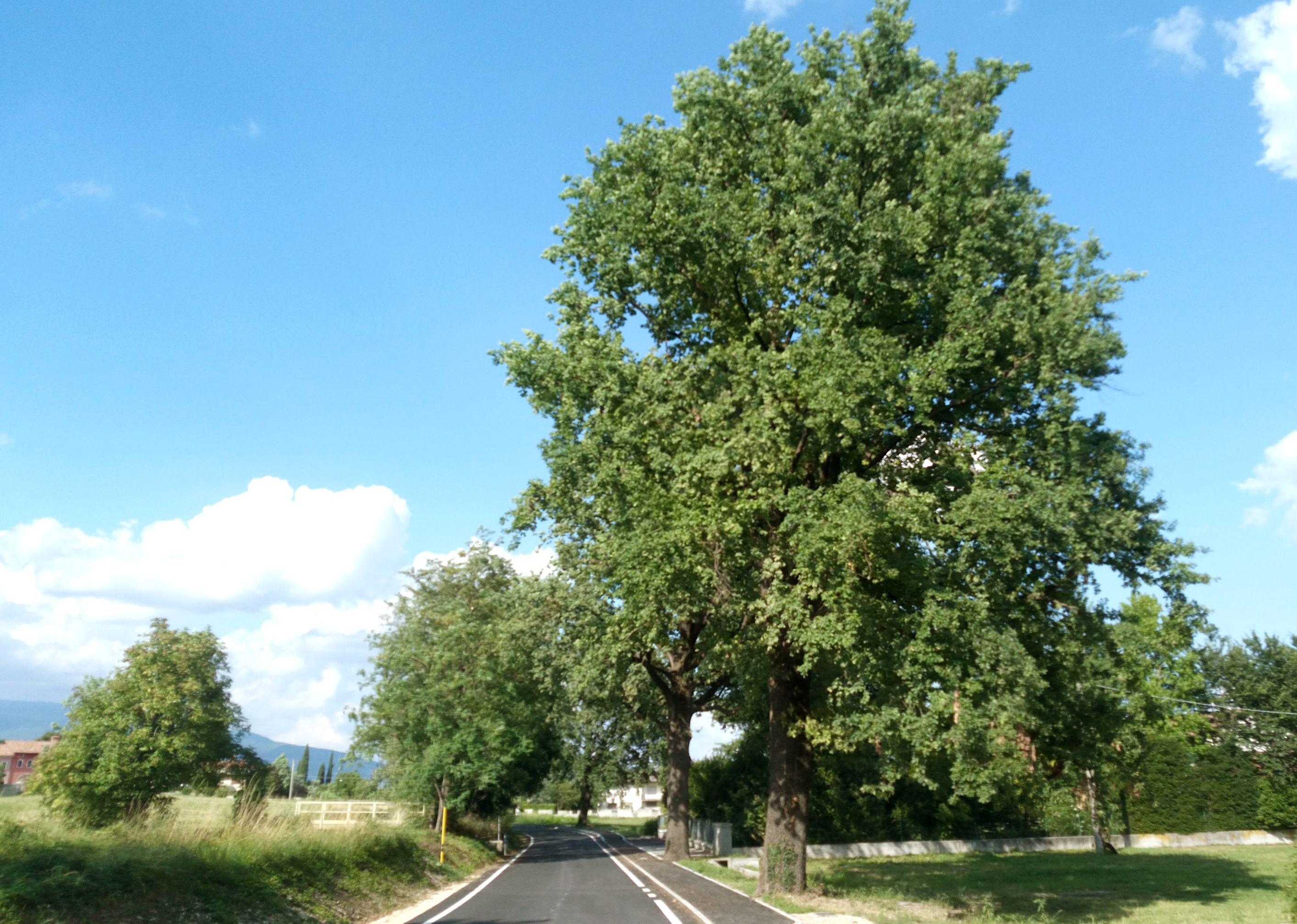
Veduta attuale di via Moranda, con le sue tre grandi querce sul lato meridionale

Luogo «dove sono state trovate tracce del più antico insediamento umano di tutta la zona», propriamente paleoveneto: secondo i reperti ritornati alla luce nell'area sottostante la chiesa monumentale, si suppone che in epoca preromana Castello Roganzuolo fosse luogo, oltre che di insediamento, anche di culto. Per il paese inoltre passava già in età paleoveneta la strada – che nel territorio di Castello risponde al nome di Cal Moranda – che univa i colli di Marostica all'area del Tagliamento.
In epoca romana doveva essere sede di insediamento, dato il ritrovamento di alcuni reperti (soprattutto monete) in un punto strategico: doveva infatti essere luogo di qualche importanza nel controllo degli snodi viari tra Postumia e Mellarè già dal I secolo a.C. Questa funzione permase almeno fino all'età barbarico-cristiana.

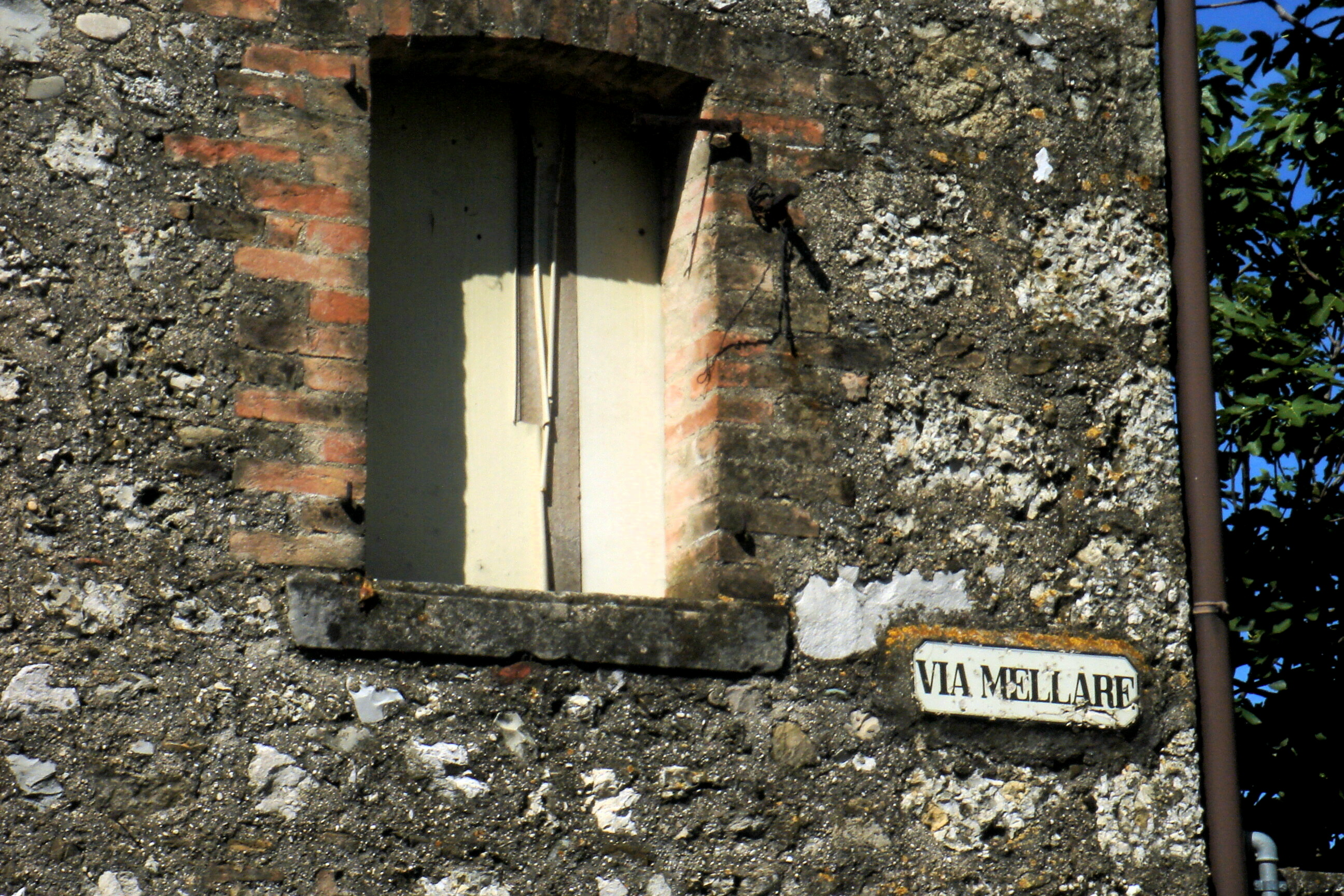
Targa su un muro di borgo Gradisca indicante il vecchio toponimo "via Mellarè"

Notizie più chiare si hanno sullo sviluppo medievale, epoca nella quale, sul colle che è oggi sede della chiesa monumentale, fu edificato il Castello di Reggenza, struttura merlata ghibellina: nel XII secolo Alberto vescovo di Ceneda, che era conte da Camino, investì i Caminesi di molti castelli, tra cui quello di Roganzuolo. Il castello fu distrutto dai veneziani nel 1337: rimasero solo una torre (attuale campanile) e la cappella, nucleo dal quale nacque la comunità parrocchiale, attorno alla chiesa che fu costruita a partire dai resti della fortezza abbattuta.

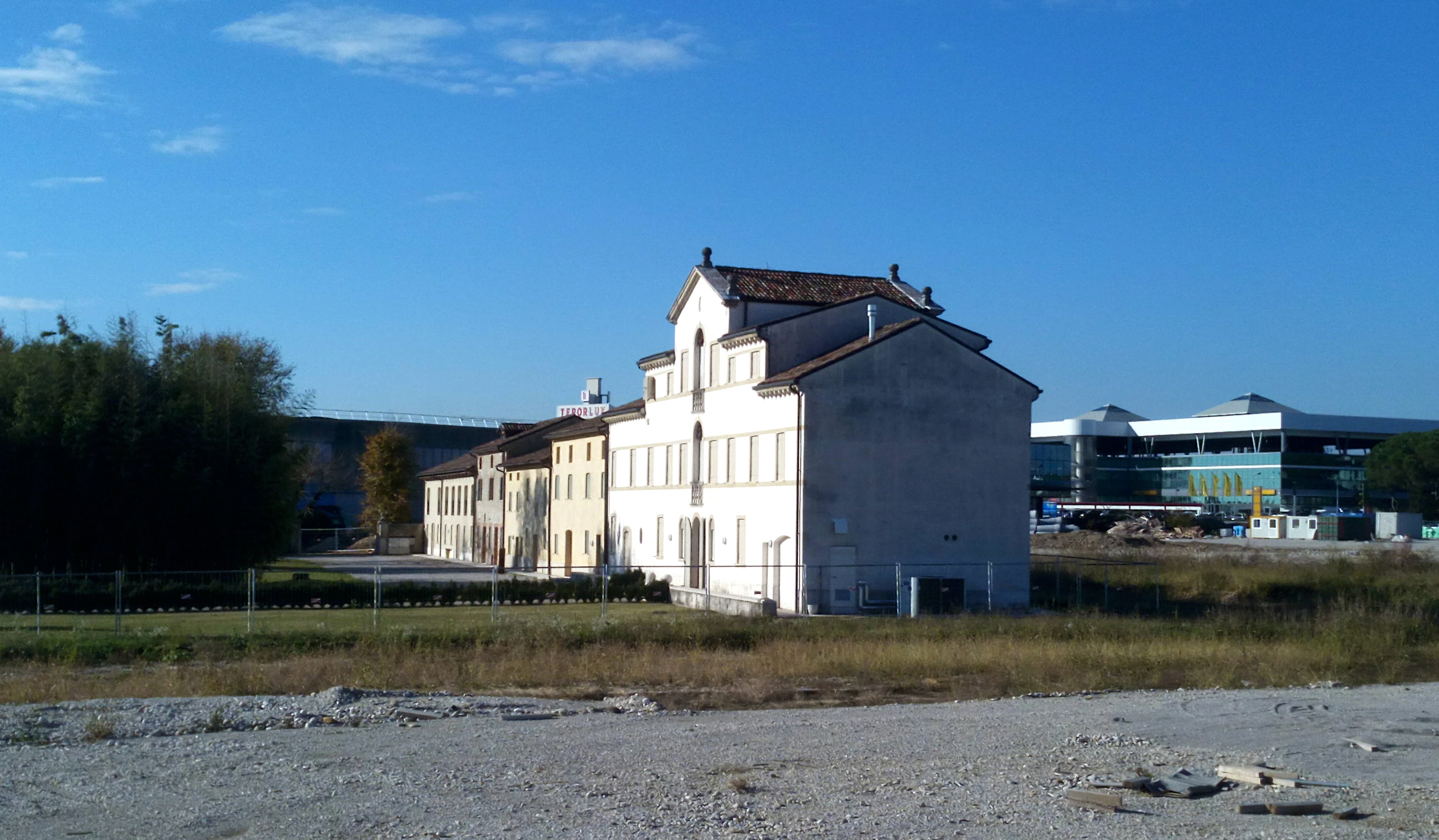
Villa Liccer nel 2017, l'architettura settecentesca oggi inglobata nel contesto dell'area industriale e commerciale sorta lungo la Statale 13

Poi, nel Cinquecento, ha luogo un'importante vicenda artistica: arriva a Castello Roganzuolo Tiziano Vecellio, il quale, in cambio di un trittico rappresentante una Madonna con bambino tra i santi Pietro e Paolo, richiestogli dalla Luminaria, chiede che gli siano concessi i terreni di Col di Manza, nei quali gli venne edificata la villa che desiderava lì avere (la caseta, oggi Villa Fabris di Colle Umberto). Per l'artista bellunese la posizione di Castello Roganzuolo si poneva a metà strada tra il paese natale, Pieve di Cadore, e la città in cui più era attivo in quegli anni, Venezia: dunque, stando sui colli morenici del coneglianese, aveva facile accesso sia al mare che ai monti, nonché un quieto luogo di sosta nei viaggi tra Pieve e Venezia.
Tra XVI secolo e XIX secolo Castello Roganzuolo ha continuato la sua storia di semplice comunità religiosa e rurale, durata fino al secondo dopoguerra, quando, soprattutto a partire dagli anni settanta, vive un boom edilizio e industriale, specie nelle campagne addossate alla Statale 13. In particolare la tenuta di villa Liccer diventa una grande zona industriale, oggi parzialmente dismessa e riqualificata con l'edificazione di una vasta area commerciale. Ha invece mantenuto la propria vocazione agricola la parte collinare, cui le istituzioni hanno riconosciuto crescente importanza storico-paesaggistica.

## Monumenti e luoghi d'interesse
(A. De Nardi (1886))

### Architetture religiose

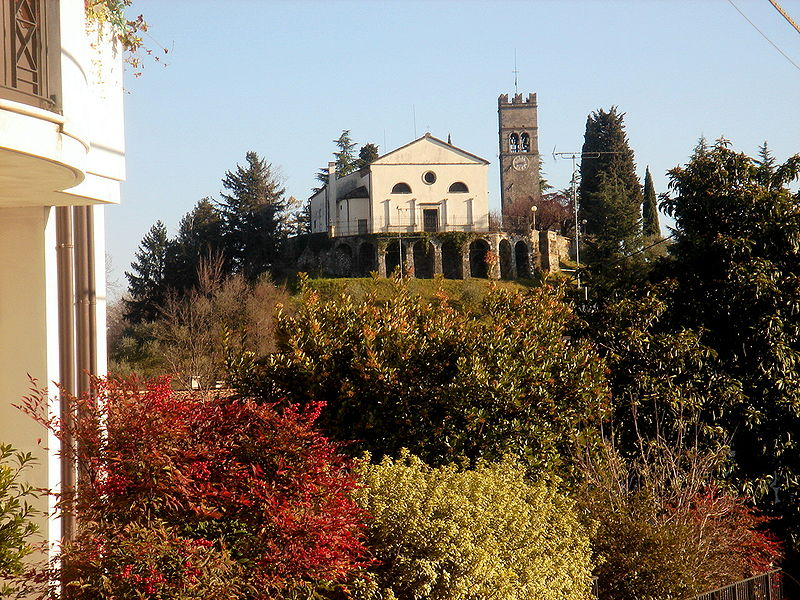
Veduta della chiesa monumentale da borgo Gradisca nel 2007

Castello Roganzuolo è noto principalmente per la sua chiesa monumentale, dedicata ai santi patroni, Pietro e Paolo: sorta sulle rovine del "Castello di Reggenza" e magistralmente affrescata nella prima metà del XVI secolo, è posta sul colle più alto del comune, in posizione panoramica.
Vi sono poi, a dispetto dell'esigua estensione territoriale, altre due chiese di notevoli dimensioni: entrambe dedicate a San Martino di Tours, sono dislocate in pianura, lungo la Pontebbana, la prima risalente al XV secolo e l'altra consacrata nella seconda metà del XX.

Non va trascurato poi il valore storico e/o votivo dei numerosi capitelli (cui il comune ha dedicato un'approfondita pubblicazione nel 2004), della cappella dell'asilo e delle due cappelle gentilizie di villa Liccer e villa Malvolti.

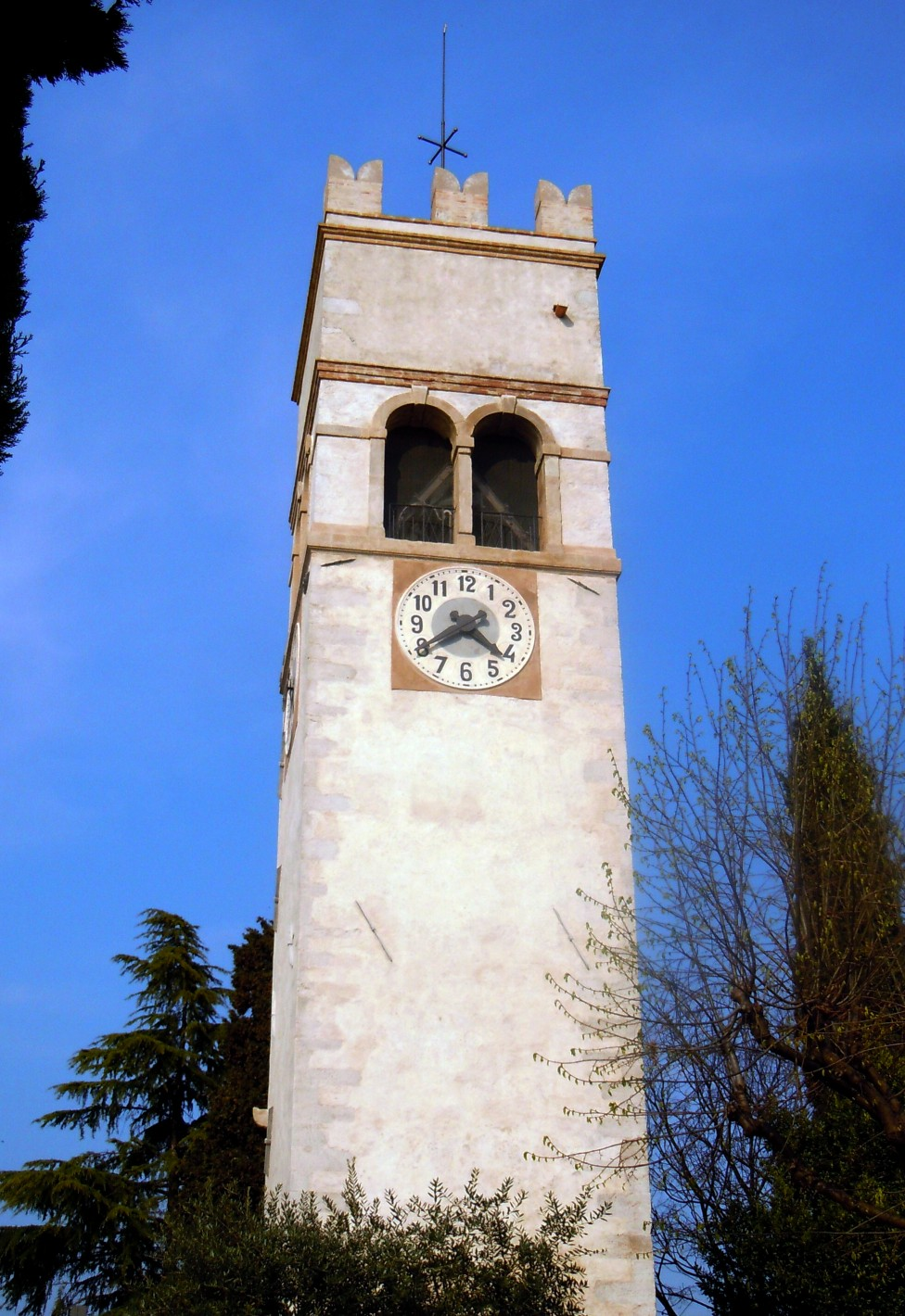
Il campanile

#### Chiesa monumentale dei Santi Pietro e Paolo
(Paolo Steffan, Castel Roganzuolo (2018))
La chiesa dedicata ai santi patroni costituisce il complesso religioso più importante del comune di San Fior, sia per motivi storici sia per qualità artistiche; sviluppatasi a partire dal nucleo del castello medievale, è frutto di una vera e propria «fabbrica», i cui lavori si sono conclusi solo durante il Novecento, con i lavori di ampliamento voluti da don Luigi Colmagro negli ultimi anni dell'Ottocento, per cui si rese necessario allungare il versante occidentale dei "Castellari" e costruirvi sopra il caratteristico basamento ad arconi che rende oggi monumentale il complesso. 

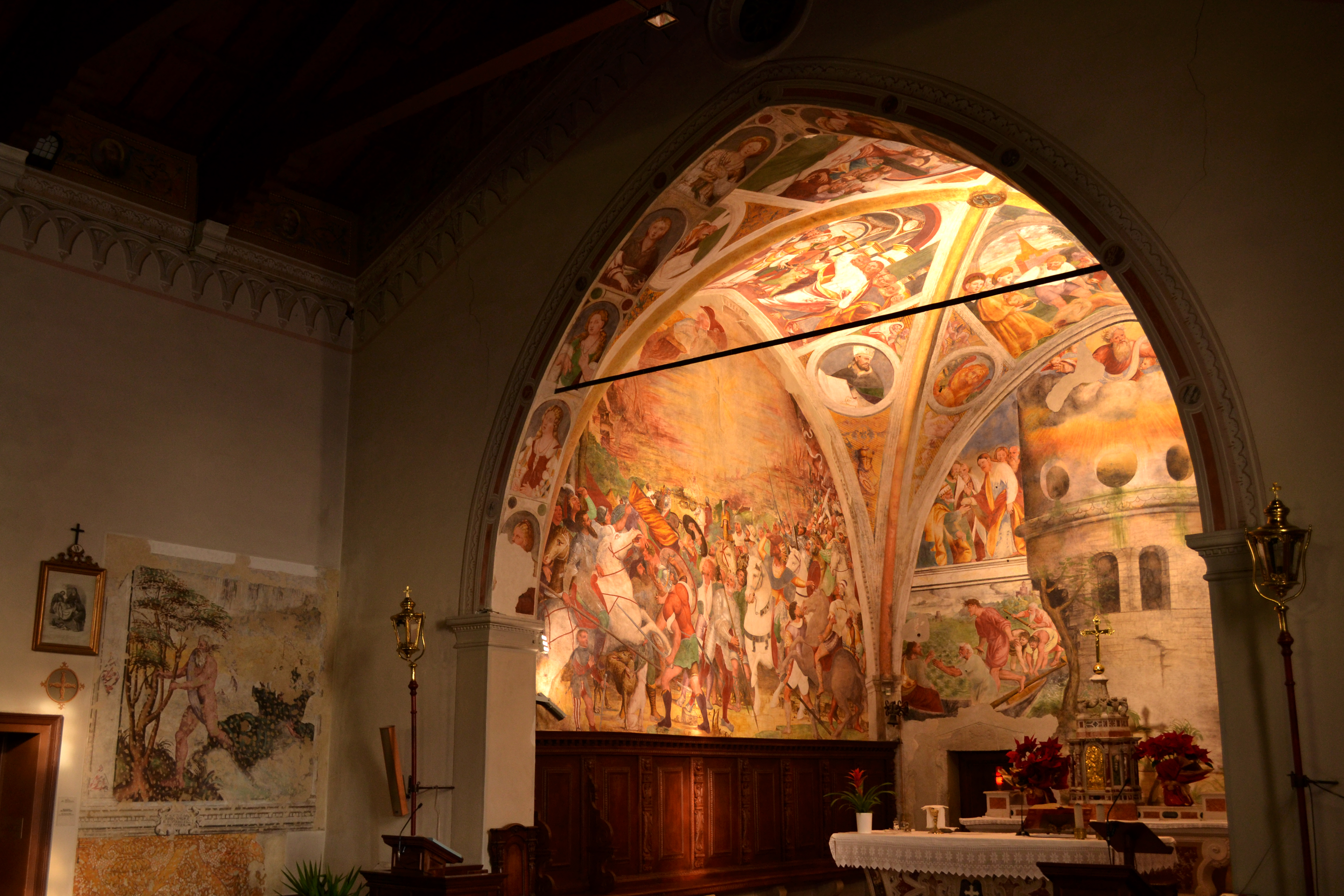
Interno della chiesa monumentale, col presbiterio affrescato

All'interno, ad un'unica navata coperta a capriate lignee, conserva i segni del passaggio di importanti artisti, quali Francesco da Milano, cui va l'attribuzione di un magistrale ciclo di affreschi dipinti presumibilmente tra 1525 e 1530, e Tiziano Vecellio, autore del polittico Madonna con Bambino e santi Pietro e Paolo, di cui resta il cassettone originale, mentre le tele, fortemente compromesse durante la grande guerra sono custodite nel museo diocesano e ora sostituite dalle copie realizzate da S. G. Sanfiori. Altari e cappelle laterali contengono altre pitture e sculture di pregio, tra le quali vanno ricordate almeno le opere primo-seicentesche in cui si riconosce la mano di Frigimelica e Arnosti.
All'esterno, l'elemento di più notevole rilevanza storica e di maggiore valore simbolico e identitario è l'antico campanile, le cui forme attuali sono lunga evoluzione della ristrutturazione della sola torre superstite appartenuta alle fortificazioni caminesi.

#### Chiesa vecchia di San Martino

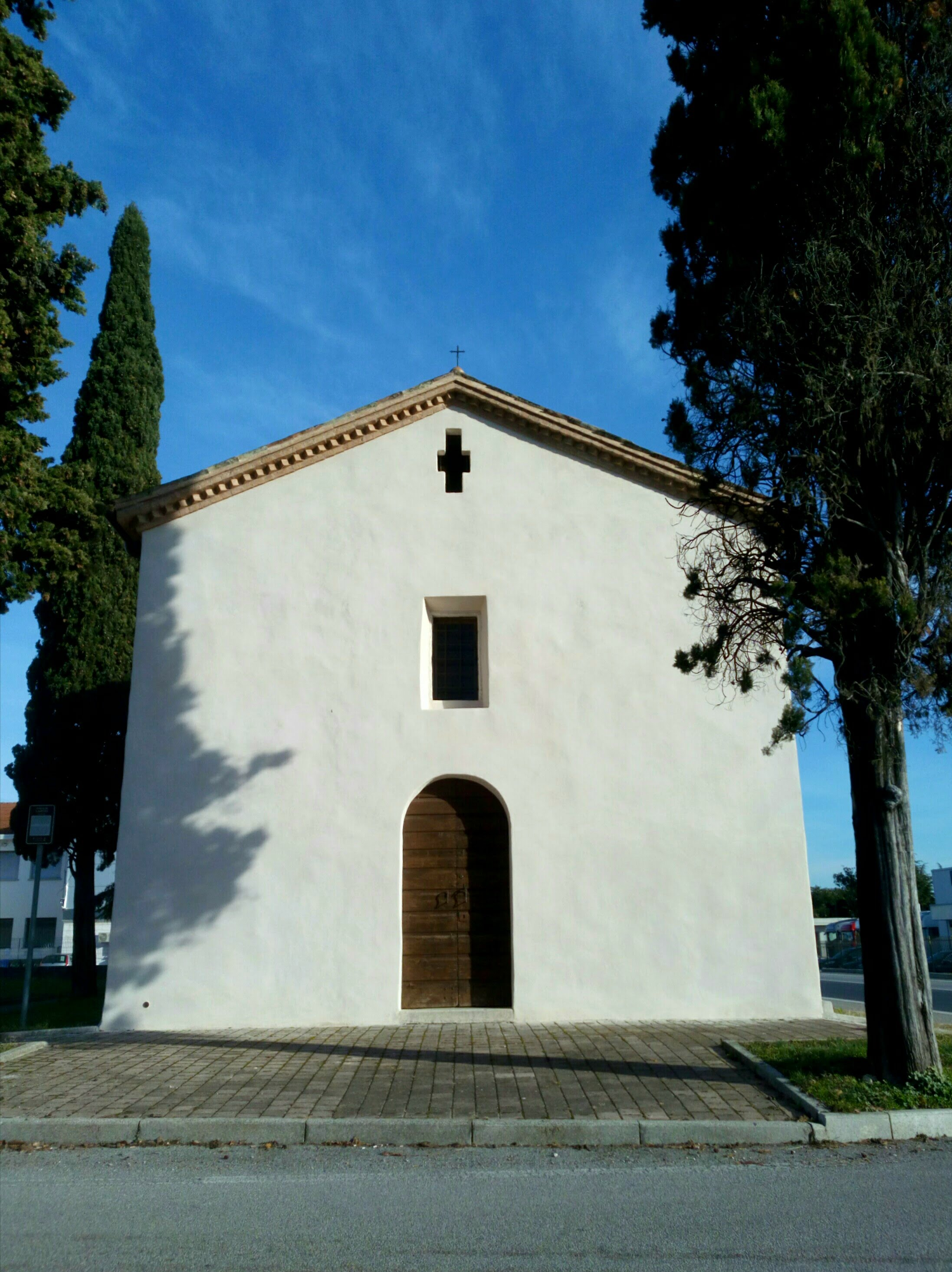
Chiesa di San Martino ai Gai dopo il restauro

Addossata alla trafficatissima statale, si trova la chiesetta di San Martino di Gai, costruita presumibilmente intorno al 1450, in luogo di una chiesa preesistente già attestata nel XII secolo; nell'ultimo secolo, dopo un lungo periodo di degrado, l'oratorio è stato riqualificato da un restauro integrale terminato nel 2016.
Stratto oggi in una sequela di capannoni, l'edificio si distingue fra tre cipressi e un cedro, per la grazia di una facciata a capanna, aperta da un portale ad arco, da una piccola finestra rettangolare e, in alto, sotto una sottile cornice modanata, da una finestrella a croce. 
Sul lato destro, quello esposto sulla Pontebbana, vicino al piccolo campanile, è stata ricavata negli anni quaranta una nicchia con bassorilievo in occasione della demolizione della sacrestia: la scultura riproduce Maria Mater Salvatoris, a protezione degli automobilisti.
L'interno è occupato da un'unica navata, con travatura a vista e un presbiterio con due archi; delle tele che vi erano esposte è rimasta solamente quella dell'altar maggiore, firmata da Pietro Antonio Novelli nel 1796 e oggi trasferita: rappresenta il Sacro Cuore di Gesù e i santi Martino, Michele arcangelo e Valentino; l'esecuzione dell'opera è testimoniata dallo stesso artista nelle proprie memorie: «Ritornato da Venezia feci per un oratorio campestre, di ragione del reverendissimo parroco don Daniele Foramiti di Roganzuol, colle poco distante da san Vindimiano, una tavola d'altare, col SS. Cuore di Gesù nell'alto, e sotto san Martino a cavallo, che dà un pezzo del suo mantello al povero; indi san Michele e san Valentino».

#### Chiesa nuova di San Martino

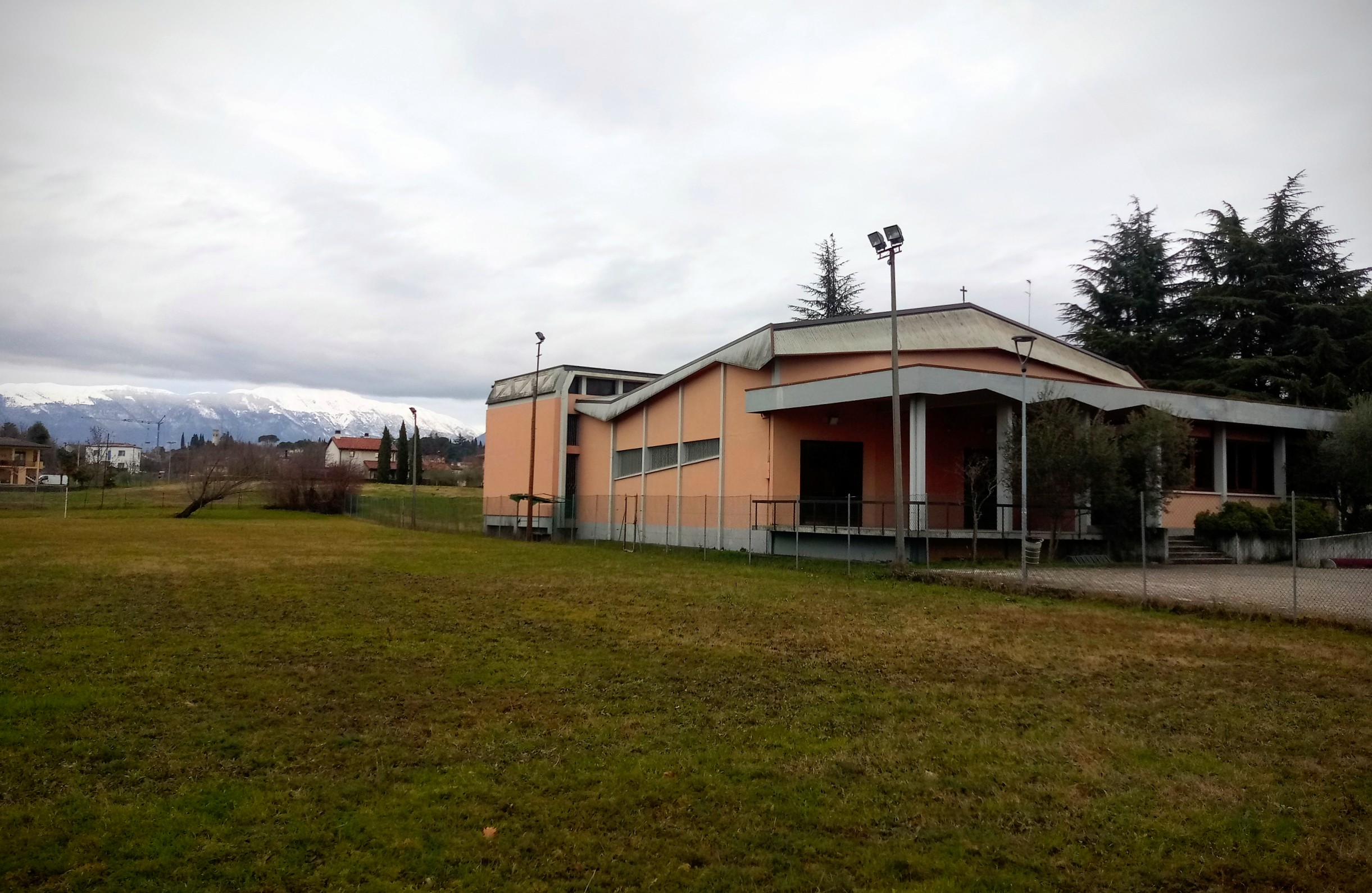
La struttura asettica della nuova chiesa dedicata a San Martino (sullo sfondo il colle della pieve e le Prealpi)

A pochi passi dalla vecchia struttura, si incontra quella nuova, affacciata su piazza Venezia, verso cui guarda col suo portico squadrato e la facciata disadorna.
Pensata per fini religiosi e pratici, nonché rivolta a una comunità in crescita nella parte pianeggiante di Castello, la chiesa fu voluta nel 1963 dall'allora vescovo Albino Luciani, che la consacrò nello stesso anno. Una scala in cemento e una rampa per disabili conducono al portico e all'interno privo di decori. Il coro è spoglio, ornato solamente da una parete lignea come fondo, sulla quale, oltre al crocefisso e al tabernacolo, poggiano due tele: Sant'Antonio da Padova con il Bambin Gesù, opera di un pittore anonimo del XVII secolo, e Assunzione della Vergine, di un anonimo del XX secolo; i due quadri, prelevati dall'oratorio privato di villa Liccer nel 1979, ne erano rispettivamente la pala d'altare e la tela del soffitto.

#### Oratorio di San Giovanni Battista

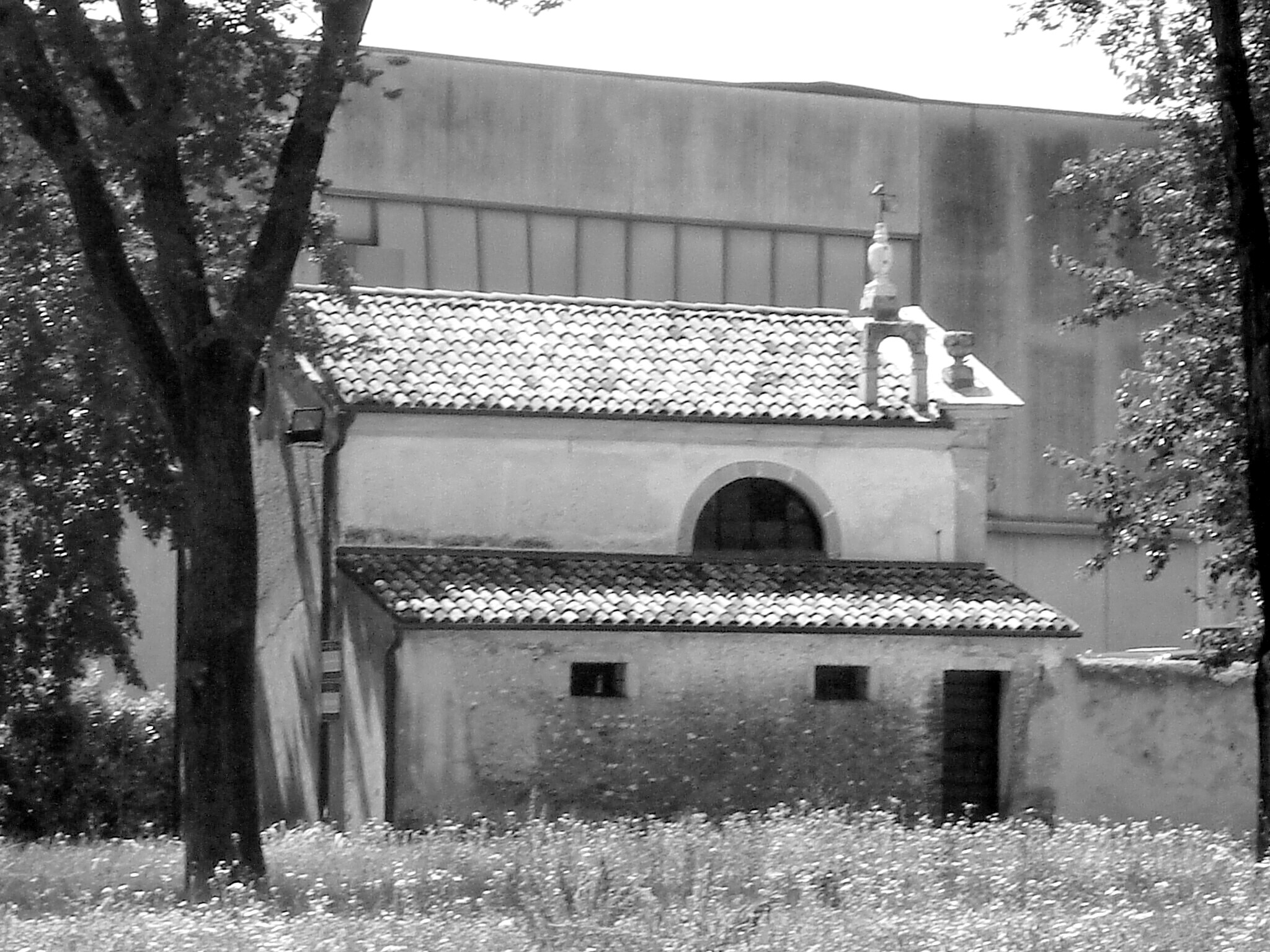
L'Oratorio del Battista addossato

Sì tratta della cappella privata di villa Liccer, dislocata sul lato occidentale del giardino antistante il complesso, oggi addossato ai capannoni della zona industriale.

#### Oratorio di San Francesco
È la cappella di villa Malvolti; posta sul lato sud-occidentale del giardino, ha origini secentesche, se il patriarca di Aquileia Angelo Dolfin vi faceva visita nell'agosto del 1689, quando era di proprietà della famiglia Amigoni. 
Al suo interno, che consta di una singola navatella, è custodita una pregevole pala d'altare coeva raffigurante Madonna col Bambino e santi Giacomo Maggiore, Pietro, Paolo, Antonio da Padova e Francesco d'Assisi, opera di un anonimo pittore veneto.

#### Chiesetta di Sant'Andrea (demolita)
«Sta nel cortile della casa plebanale, anticha, con un solo altare, senza campana, cimiterio, entrata et obligho, qual si giudica che già potesse servire da capella alli signori da Camino patroni del luoco»: si tratta della chiesa di Sant'Andrea, un edificio religioso di cui si è persa ogni traccia, se non in questa nota redatta alla fine del XVI secolo dall'allora parroco Jeronimo Grimani. Alcune tracce del "sedime" di questa chiesa sono state rinvenute durante i lavori di restauro ed ampliamento della casa canonica, a cui la struttura era addossata.

#### Cimitero
Il cimitero poggia sulla piccola piana a sud-est del colle della chiesa.
Vi si accede a piedi attraverso il Parco della Rimembranza, piccolo giardino di cipressi a nord-est del camposanto, dove c'è il vecchio ingresso. Una nuova entrata è stata collocata nella parte più recente, dove si trova una piccola cappella all'aperto, presso la quale è sepolto mons. Vittorio Bottan, parroco del paese per oltre cinquant'anni.
Nel giardino, a ridosso degli alberi, è posto un cenotafio – già collocato nel sagrato della chiesa monumentale – che, colla semplicità dei mattoni e delle lapidi coll'elenco dei nomi, ricorda i numerosi martiri che Castello non ha visto tornare dai due conflitti mondiali.

#### Capitelli
Il territorio del paese è disseminato di piccole strutture votive, i capitelli: termine derivato dal latino compitum, ovvero dal verbo competo nel significato di tendere a un punto, incontrarsi, mostra già nell'etimologia la funzione profonda dei capitelli, che sono altresì detti tabernacoli, dal latino tabernaculum nel significato di tenda nella quale prendere gli auspici. Per questo, quasi ogni borgo e, oggi, ogni quartiere di Castello ha una sua piccola architettura votiva, presso la quale è tradizione che i membri della comunità parrocchiale, nelle sere di maggio, si riuniscano per la recita del Rosario.
Testimoniano la sopravvivenza del culto della Vergine a livello popolare, di cui si ha riprova nella costruzione di nuovi capitelli negli anni Novanta e Duemila. Nel territorio castellano se ne rinvengono diverse tipologie, i cui dettagli storico-artistici, religiosi e folcloristici sono stati dettagliatamente studiati e catalogati in una pubblicazione curata dal Comune di San Fior nel 2004.
Sacello della Madonna del Rosario
Posto all'intersezione tra Borgo Gradisca e via Sante Cancian, esso risale al 1991, ricostruzione di una struttura preesistente demolita nel 1971 «per esigenze di viabilità». La piccola aula presenta una pavimentazione a scacchi bianco-rossa e un piccolo altare sulla parte di fondo, sopra il quale è appesa una Vergine col Bambino.
Tabernacolo di Sant'Antonio
Situato nel punto in cui via Pomponio Amalteo interseca via Don Luigi Colmagro, addossato alle mura dell'asilo, il tabernacolo risale probabilmente al XIX secolo. La forma a edicola intonacata di ocra e bianco contiene una nicchia dipinta, di recente restaurata nel 2016. Una statua in pietra bianca rappresenta Sant'Antonio col Bambin Gesù; fu qui collocata nel giugno del 1943, quando venne acquistata in sostituzione della precedente statua in legno, ormai deteriorata.
Edicola della Sacra Famiglia
Nei giardini di via XXV Aprile, presso la zona residenziale sviluppatasi a partire dagli anni Sessanta a sud della Moranda, è stato costruito nel 1996 e inaugurato nel 1998 un nuovo capitello dedicato alla Sacra Famiglia; si tratta di una revisione in chiave contemporanea della struttura tradizionale del capitello a edicola, realizzato in pietra bianca con una piccola cuspide metallica nera.
Colonna di Maria Immacolata
Poco distante dal precedente, sull'angolo tra la Pontebbana e via Tagliamento, s'incontra un capitello a colonna edificato nel 1954: sulla sommità vi campeggia una statua della Madonna. Le è stata inizialmente consacrata la nascita della zona residenziale limitrofa, denominata appunto Borgo Mariano, ma anche chiesta la protezione degli automobilisti, in un periodo di crescente traffico lungo la statale su cui la colonna si affaccia.
Sacello della Madonna
Piccolo capitello sorto lungo via Larghe Ongaresca probabilmente nella seconda metà del XIX secolo, ha una struttura semplice, coronata da un timpano triangolare; l'aula contiene un altarino e delle raffigurazioni della Vergine. A testimonianza della vitalità del culto popolare di cui il sacello è espressione, restano i versi dialettali di Giancarlo Santantonio: «Questa nostra vecia contrada / La é anca invidiada / Parchè ogni anno a fin de maio, finì el rosario / Sten tutti assieme e fen 'na magnada».
Tabernacolo di Sant'Antonio
Poco distante dal sacello della Madonna, in via Ongaresca si trova un capitello di origini incerte, ricostruito nel 2002; un basamento in pietra regge una nicchia in vetro e metallo, dov'è posta in tutta semplicità una statua lignea del Santo.

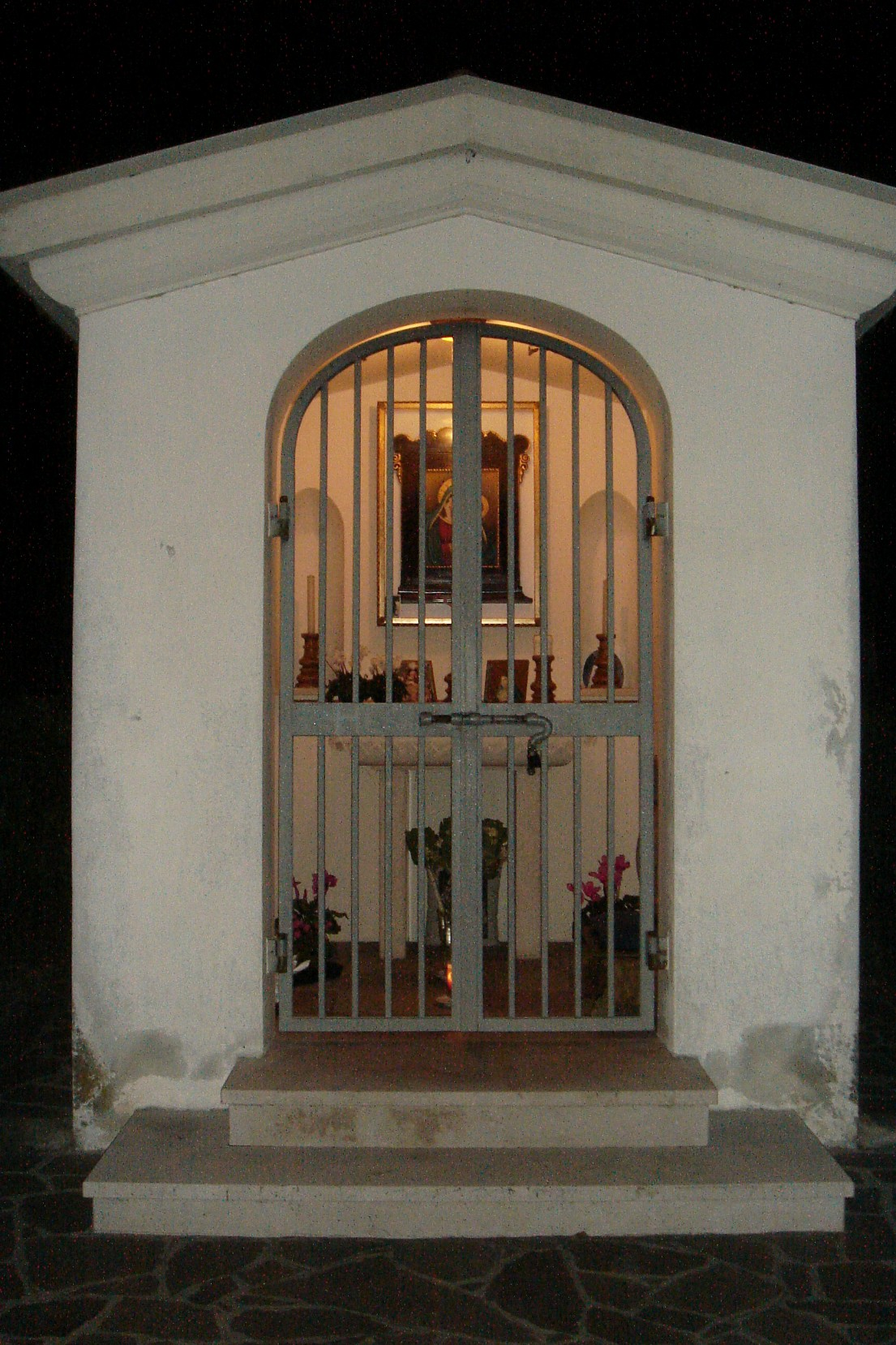
Sacello di via Cancian
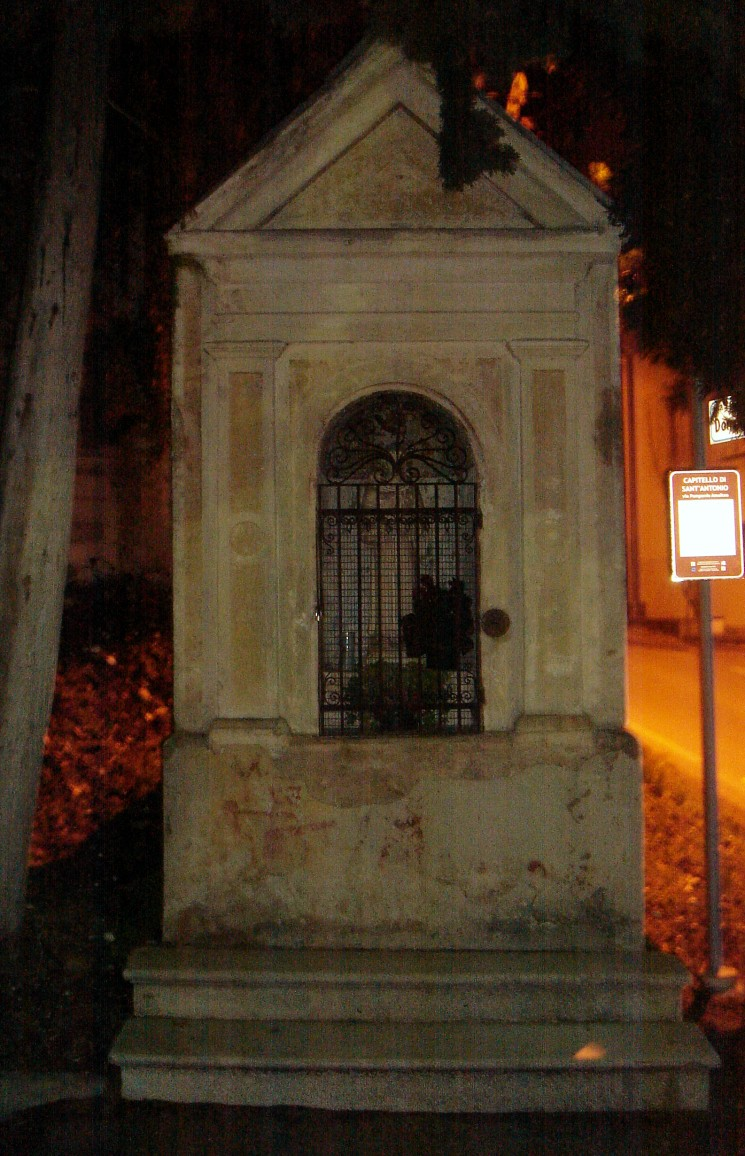
Tabernacolo di Via Pomponio Amalteo
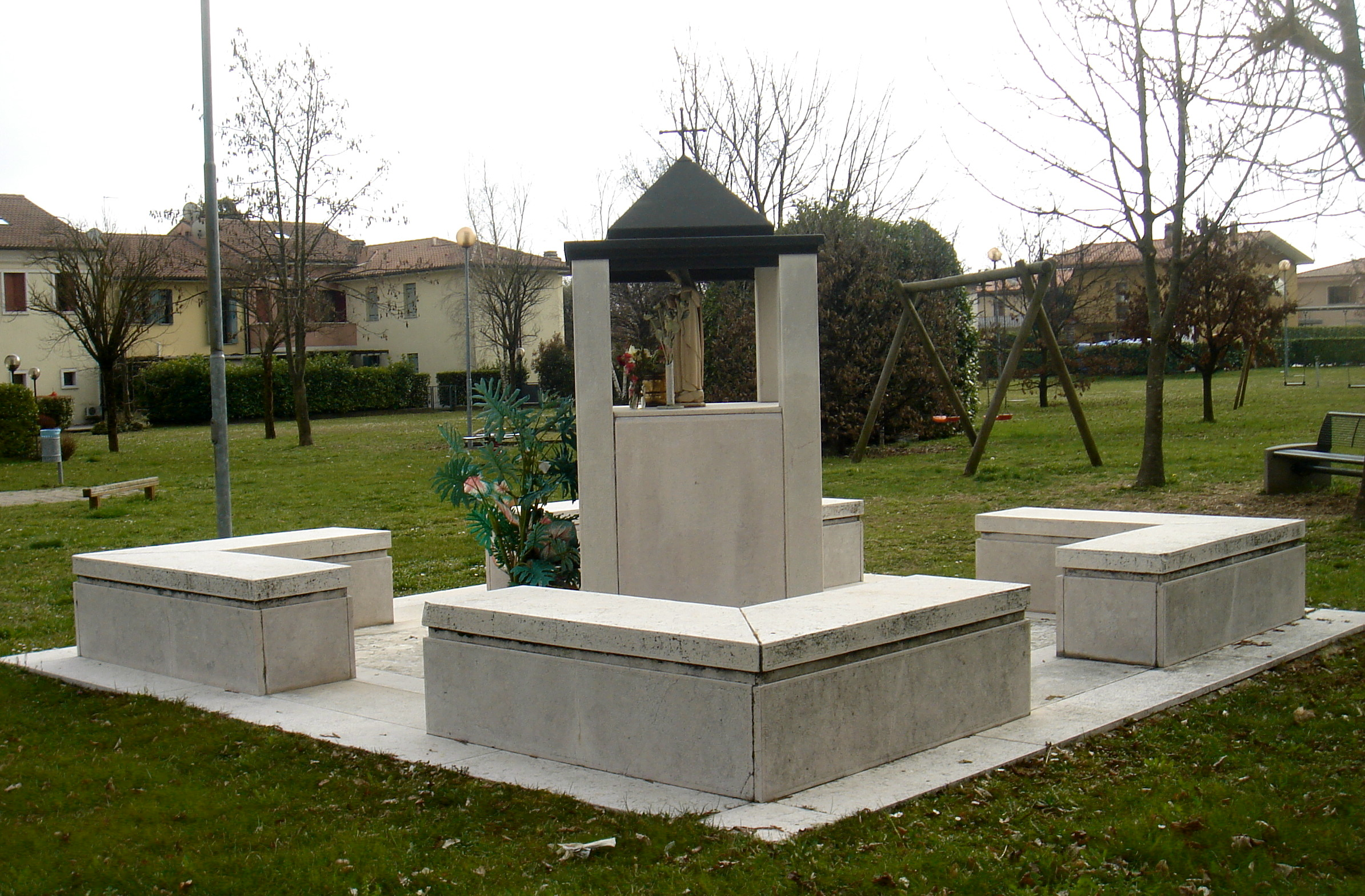
Edicola di via XXV Aprile
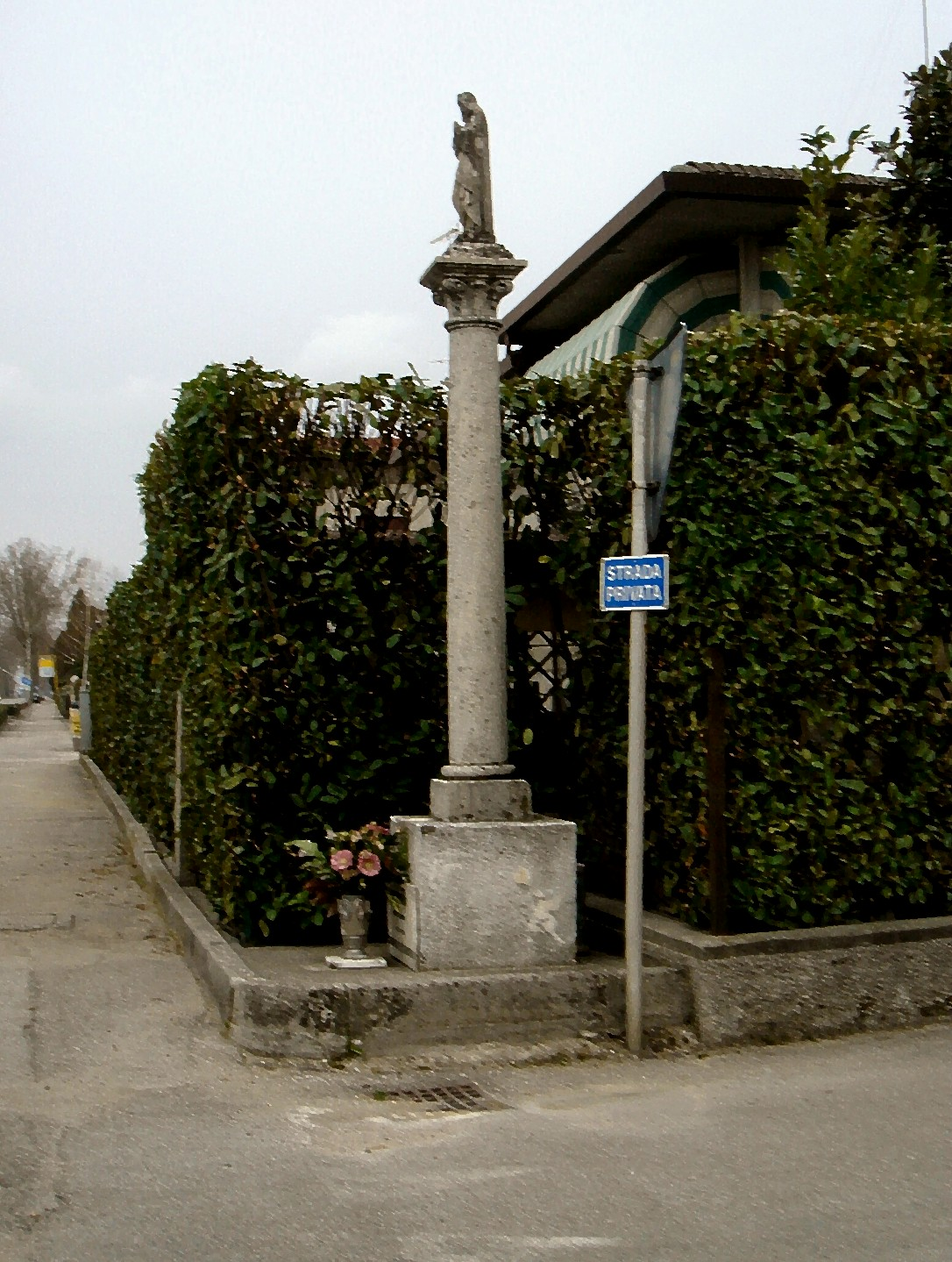
Colonna di Borgo Mariano
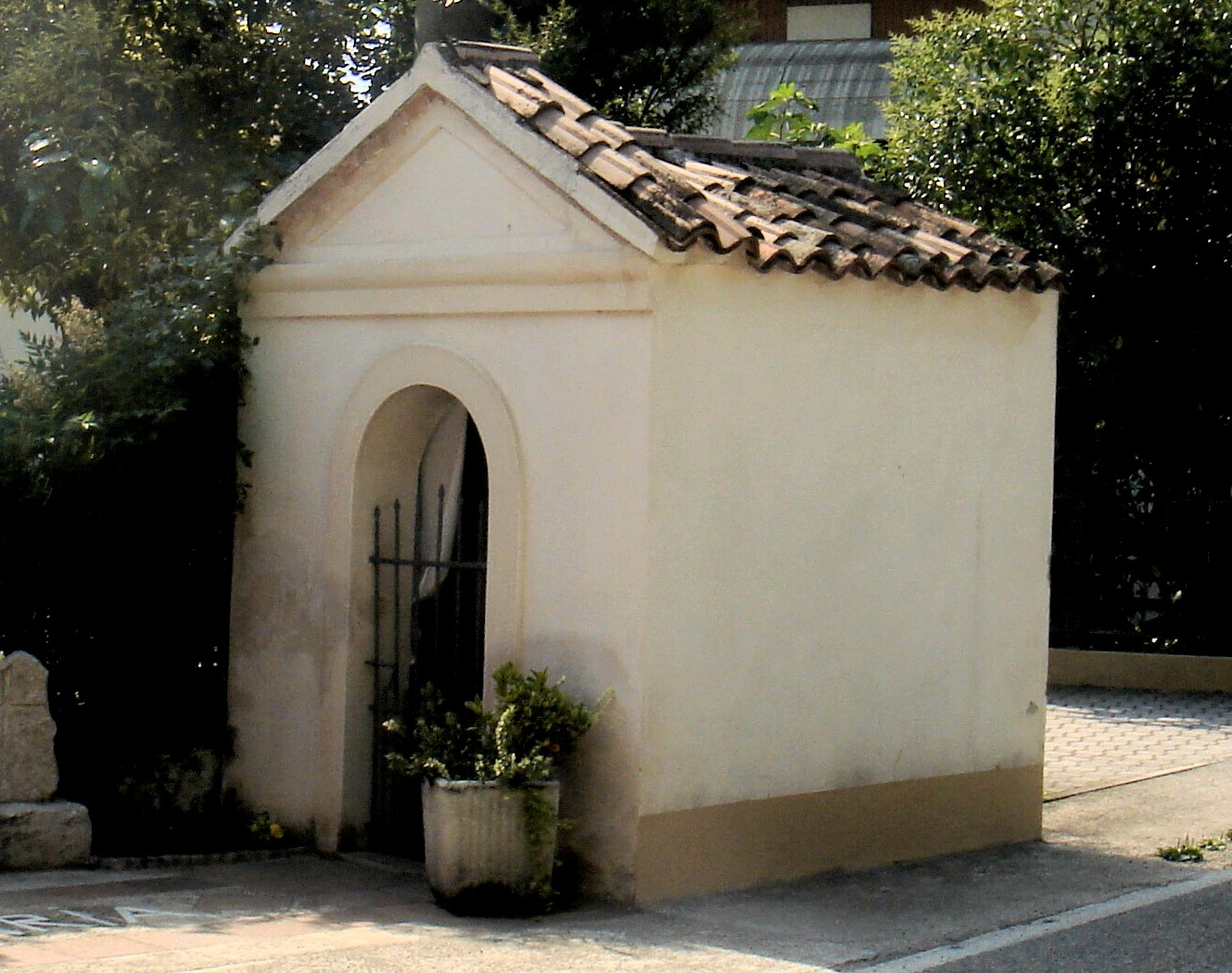
Sacello di via Ongaresca
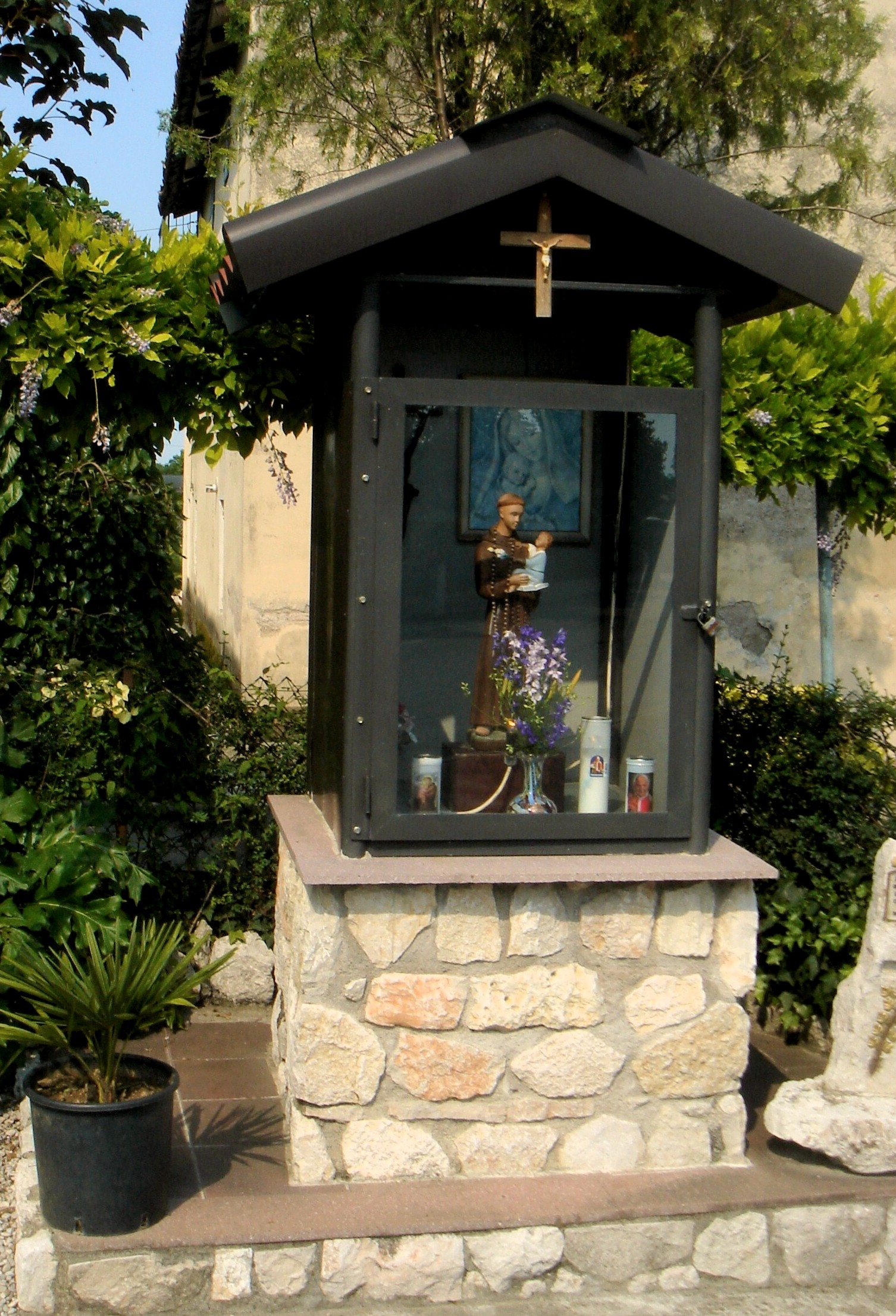
Tabernacolo di via Ongaresca

### Architetture civili

#### Casa canonica e registri della Luminaria

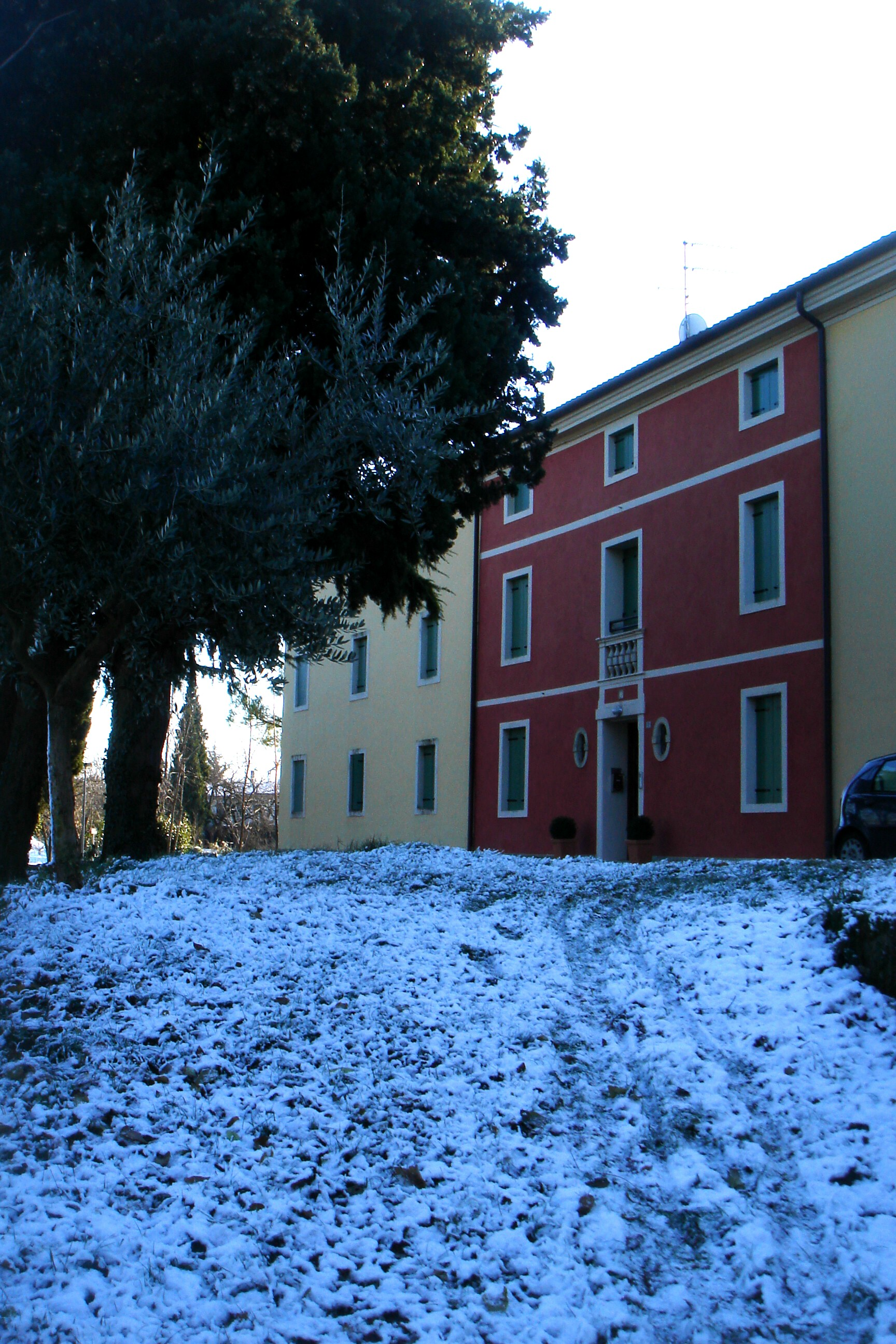
La facciata principale della casa canonica

Lungo via Castello di Regenza, poco prima d'imboccare il viale di tigli che conduce al piazzale panoramico della chiesa, si trova la casa canonica, struttura il cui primo nucleo risale all'epoca di costruzione della chiesa. La fisionomia attuale si deve agli interventi del XVI e del XX secolo; in particolare negli anni novanta è stata notevolmente ampliata, con l'edificazione di locali per il servizio pastorale, sorti sul terreno occupato anticamente dalla chiesetta di Sant'Andrea. La parte più vecchia, disposta longitudinalmente alla strada, è su tre piani, l'ultimo mansardato; la lunga facciata è tripartita e bicolore, con un unico ingresso nella parte centrale, intonacata di rosso e contraddista da cornici marcapiano bianche: uniche decorazioni due piccoli oculi ai lati del portale e una balaustrina lapidea al primo piano.

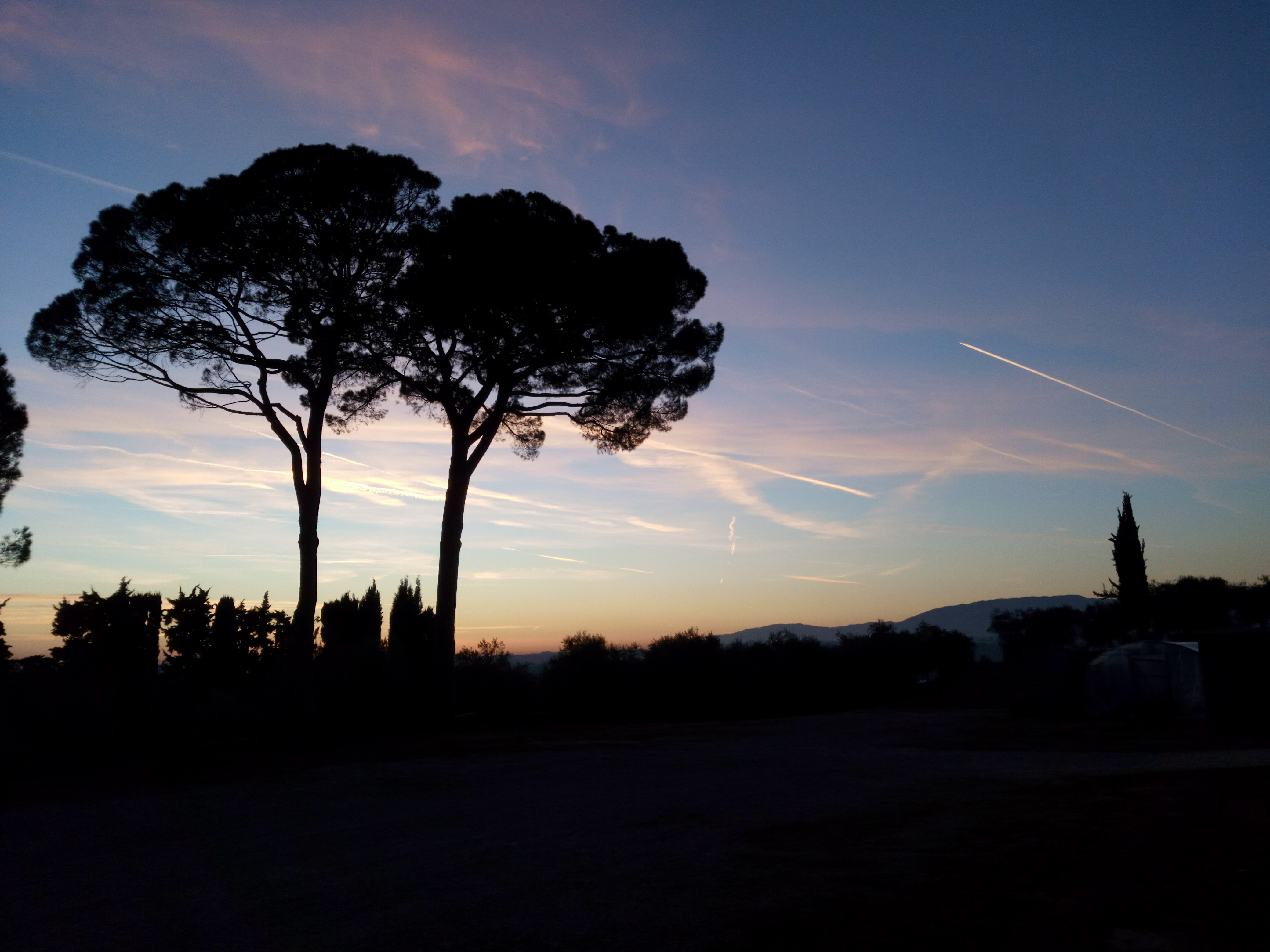
I pini della casa canonica

Attualmente, nella parte più vecchia hanno sede l'abitazione del parroco e gli spazi della Comunità vocazionale. Nell'archivio parrocchiale si trovano custoditi i registri della Luminaria, fra le cui pagine sono contenute le note dei pagamenti del trittico di Tiziano, fondamentale documento per la ricostruzione delle vicende inerenti alla caseta in Col di Manza e alla commissione dell'opera. «Sfogliando le pagine del registro» – spiega in un suo saggio Elena Svalduz – «ci si rende subito conto della frammentarietà di ciò che viene narrato: una storia dentro l'altra, come nelle scatole cinesi, è descritta a volte con una straordinaria meticolosità, mettendo insieme le voci più minute; altre volte le informazioni si rivelano al contrario troppo sintentiche e diventa perciò difficile tessere le fila del racconto. Se immaginiamo tuttavia di dar voce ai vari personaggi, la scena si anima, fino a definire nel complesso uno spaccato di vita quotidiana».
All'esterno dalla corte privata intorno a cui si collocano le diverse parti della casa canonica, vi è un ampio spiazzo che dà sulla campagna circostante, cinto da olivi e conifere, tra le quali spicca la presenza di una coppia di grandi pini; sul retro si estende il terreno della vigna parrocchiale (attualmente in disuso) che separa l'abitazione plevanale dalla sommità della collina.

#### Borghi
I borghi, nella campagna veneta, sono piccoli centri abitati fatti di edifici dell'altezza media di tre piani, adiacenti l'uno all'altro e la cui architettura richiama non la struttura, ma gli stilemi delle case rurali.
Ve ne sono numerosissimi, a volte conservati nella loro forma originaria, altre volte evolutisi in quartieri residenziali dal dopoguerra a oggi. Essi sono, come in ogni parte d'Italia, una delle principali peculiarità delle diverse regioni.

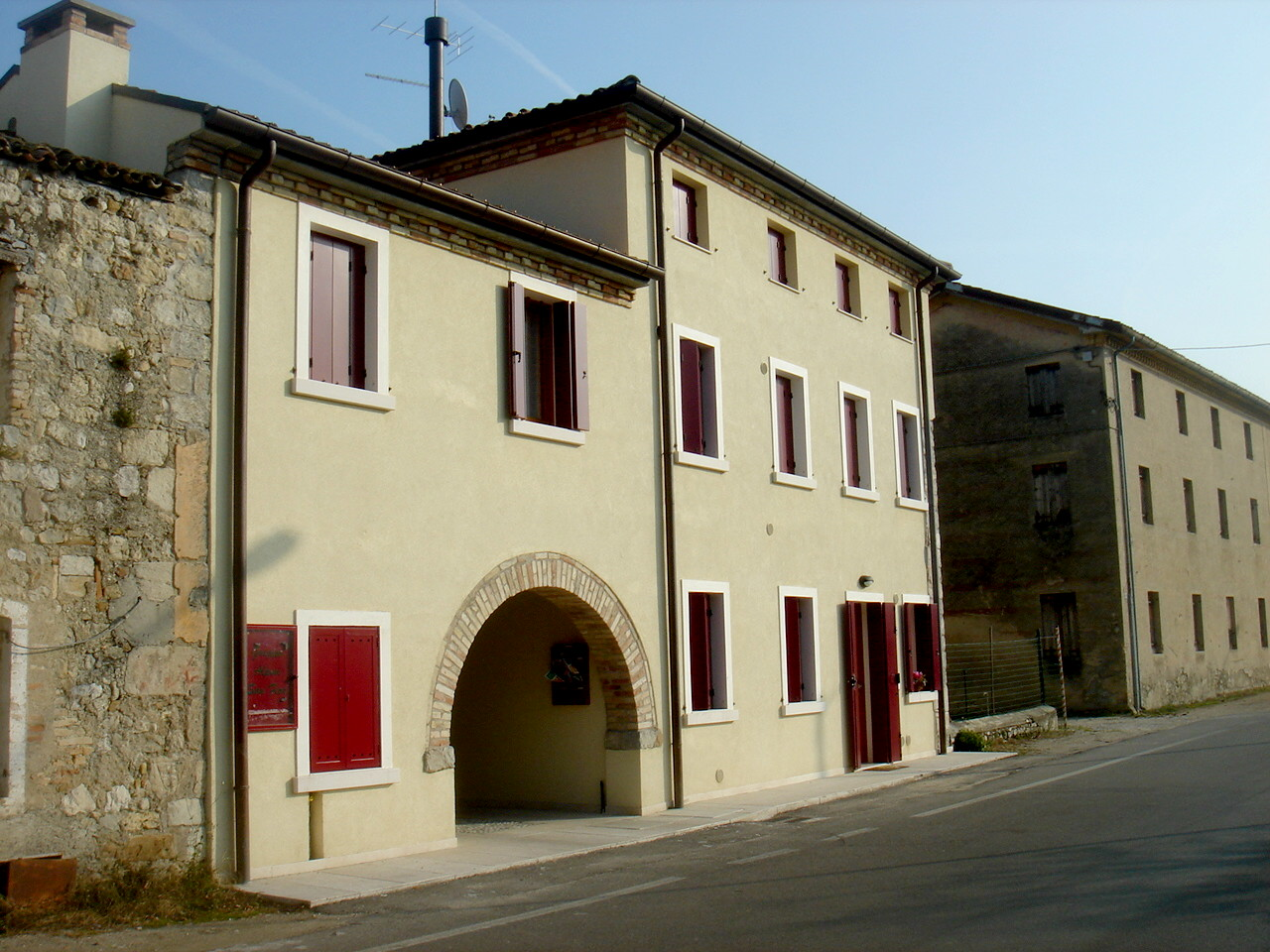
Borgo Gradisca

A Castello Roganzuolo i borghi fanno da nucleo per lo sviluppo edilizio successivo, che ha teso a allargare questi punti di raccolta, occupando alcune delle aree agricole circostanti. La forma del borgo è comunque riconoscibile.

##### Borgo Gradisca
Centro del vecchio paese, a valle del colle della chiesa monumentale: fino agli anni sessanta era il borgo più vitale del paese, dove si svolgeva la vita comunitaria dei parrocchiani, anche grazie a un importante luogo d'incontro, l'osteria Segat. Tale centro si è in parte vuotato della sua funzione con la nascita della nuova comunità, attorno alla chiesa di San Martino, lungo la Pontebbana.

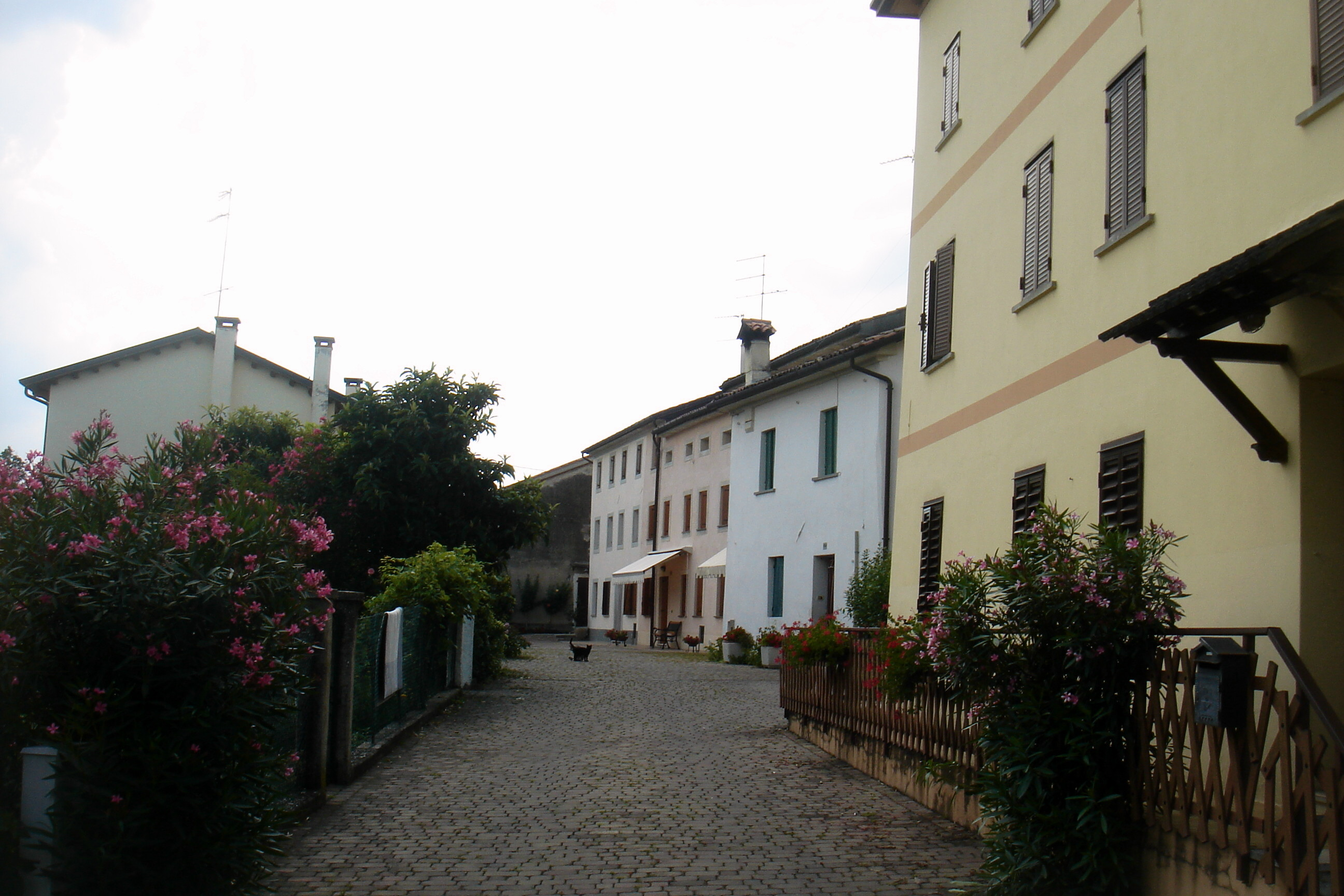
Borgo Gardin

Nel 1902, in Borgo Gradisca, nacque il pittore Sante Cancian, che qui visse fino al 1911. Egli rappresentò questo borgo in un disegno del 1923, in una veduta dai casteàri, nella quale sono visibili tutte le architetture ancor oggi presenti.

Borgo Gradisca vanta, tra di esse, due ville gemelle della seconda metà del XVIII secolo, una delle quali, Villa Sanfiori Armellin, è di particolare interesse storico-architettonico.

##### Borgo Gardin

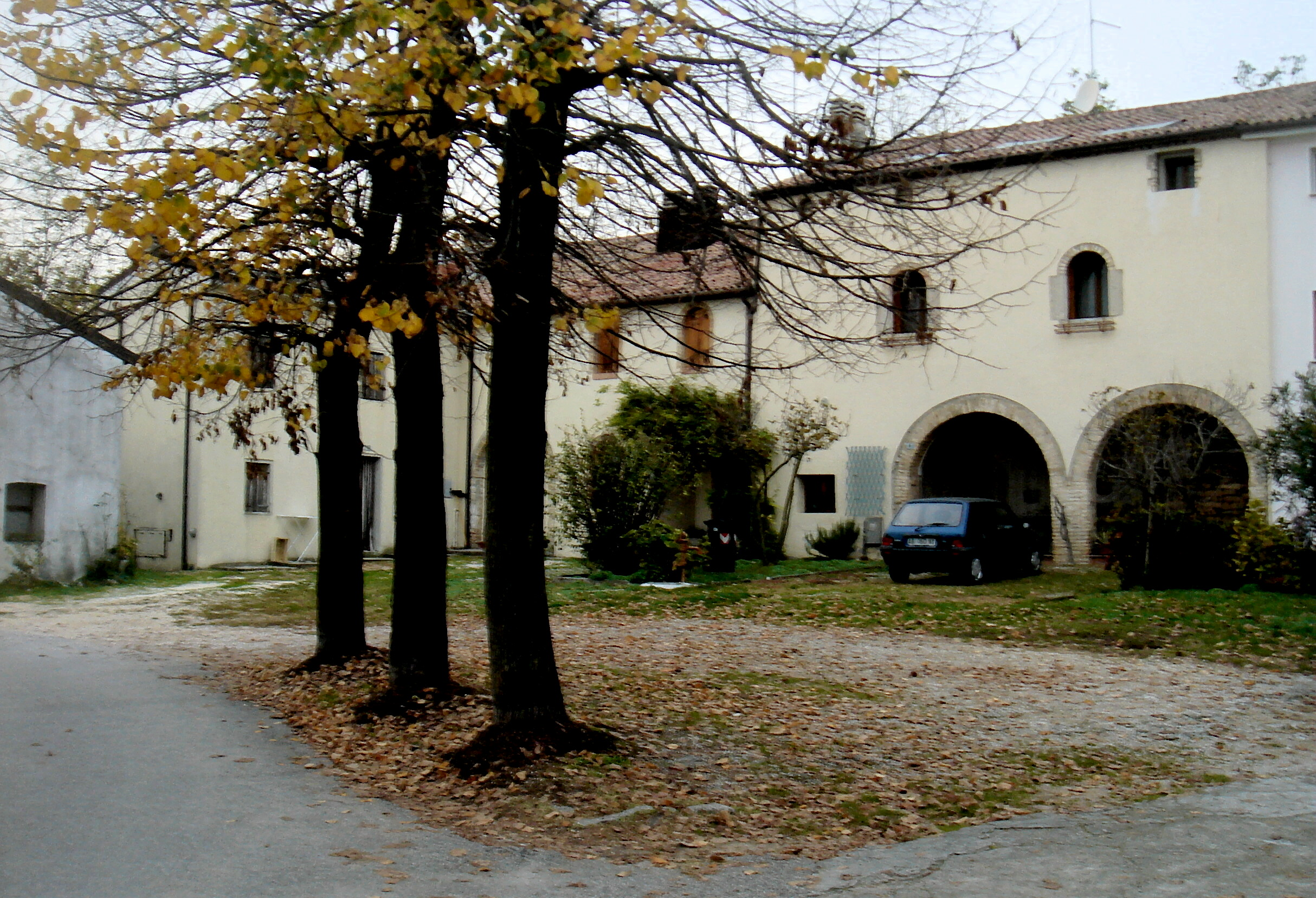
Borgo Scuole

Borgo Gardin è il borgo che segna il pendio nella parte alta di via Gardin, con una linea di edifici modulati su due o tre livelli.

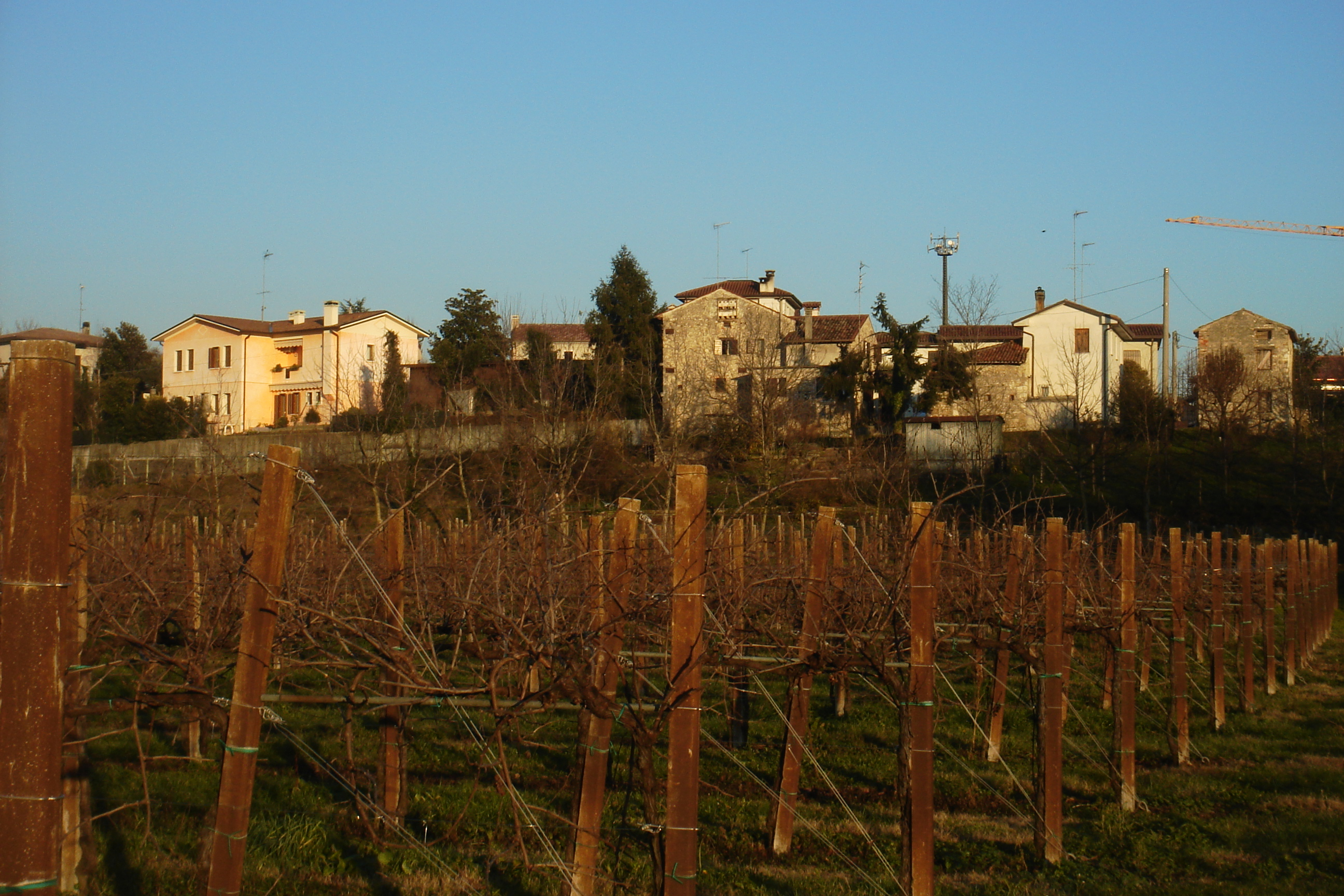
Borgo Generai

Prende nome da una famiglia legata da generazioni al paese e alla quale apparteneva Antonio Gardin, primo storico di Castello Roganzuolo, al quale è intitolata la via che scende dal borgo omonimo verso la Pontebbana.

##### Borgo Scuole
Presso le scuole elementari, dalle quali prende nome, Borgo Scuole è un nucleo di strutture pregevoli, con al centro un edificio elegante caratterizzato da un portico aperto da due archi a tutto sesto.

##### Borgo Generai
Situato in via Generai, ad ovest dell'autostrada, Borgo Generai è un piccolo complesso di edifici costruiti intorno a un cortile comune. Intorno ad essi dal secondo Novecento sono cresciute numerose residenze autonome, rispondenti a un modello non in continuità con quello del tradizionale borgo.

#### Ville venete

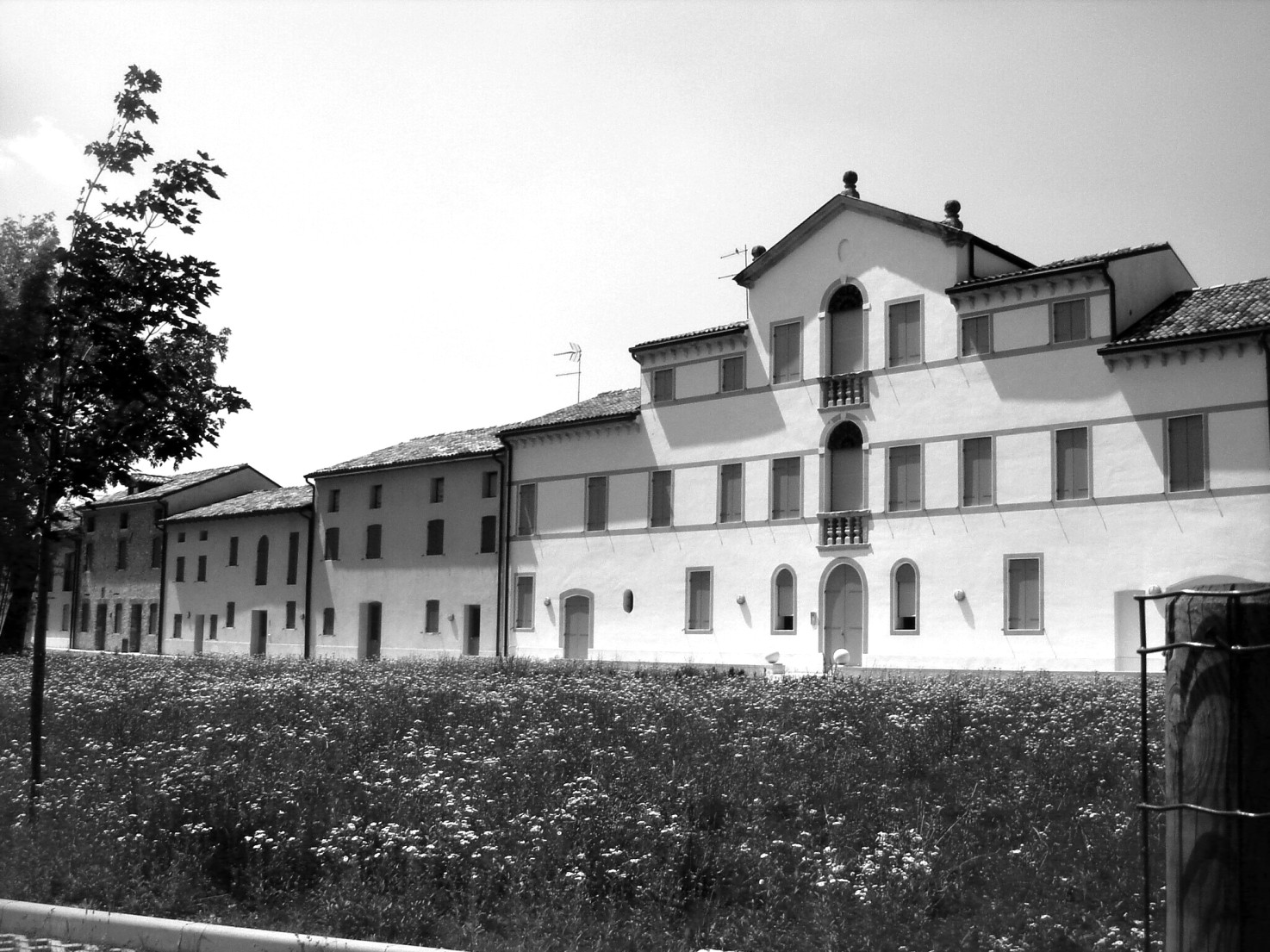
Villa Liccer

Nel territorio di Castello Roganzuolo sorgono tre ville venete catalogate dall'Istituto Regionale Ville Venete.

##### Villa Liccer
Il complesso settecentesco di Villa Liccer, di cui è parte l'Oratorio di San Giovanni Battista, è immerso nei capannoni della zona industriale: i rapporti originari degli edifici tra essi e con il paesaggio circostante sono andati irrimediabilmente perduti, eppure, restaurata nel 2008 ed adibita a uffici, con la sua facciata tripartita e timpanata, Villa Liccer riesce ancora a suggestionare.

##### Villa Malvolti

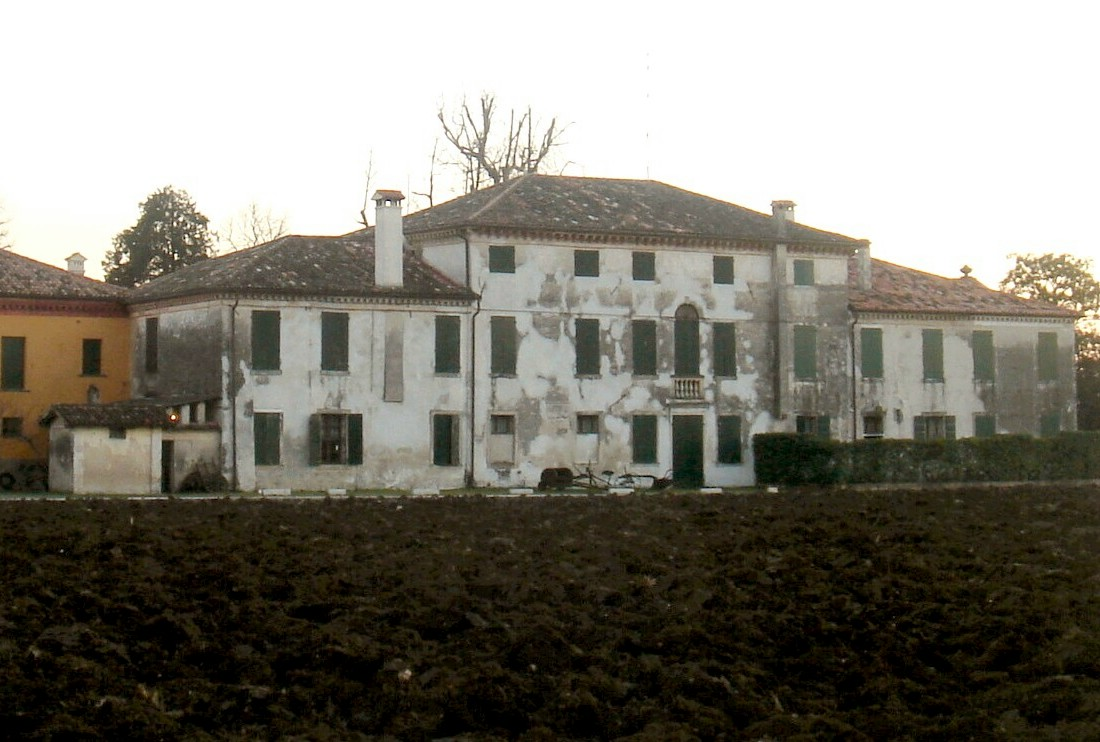
Villa Malvolti

Villa Malvolti è una villa veneta del XVIII secolo situata in via Moranda; si tratta di un complesso composito, che occupa la pianura a nord della Moranda e a sud dei rilievi su cui sorge l'ex convento.
Il corpo principale è disposto a L e consta dell'edificio nobile e di una barchessa ad arconi a tutto sesto; adiacenti o a sé stanti vi sono degli altri fabbricati annessi, di cui alcuni di epoca successiva. Tra essi una cappella privata, situata nel parco e caratterizzata da una facciata a capanna terminante in un campanile a vela.

##### Villa Sanfiori
Villa Sanfiori è una villa veneta di tre piani, inserita tra le architetture di borgo Gradisca e risalente al XVIII secolo.

#### Case rurali

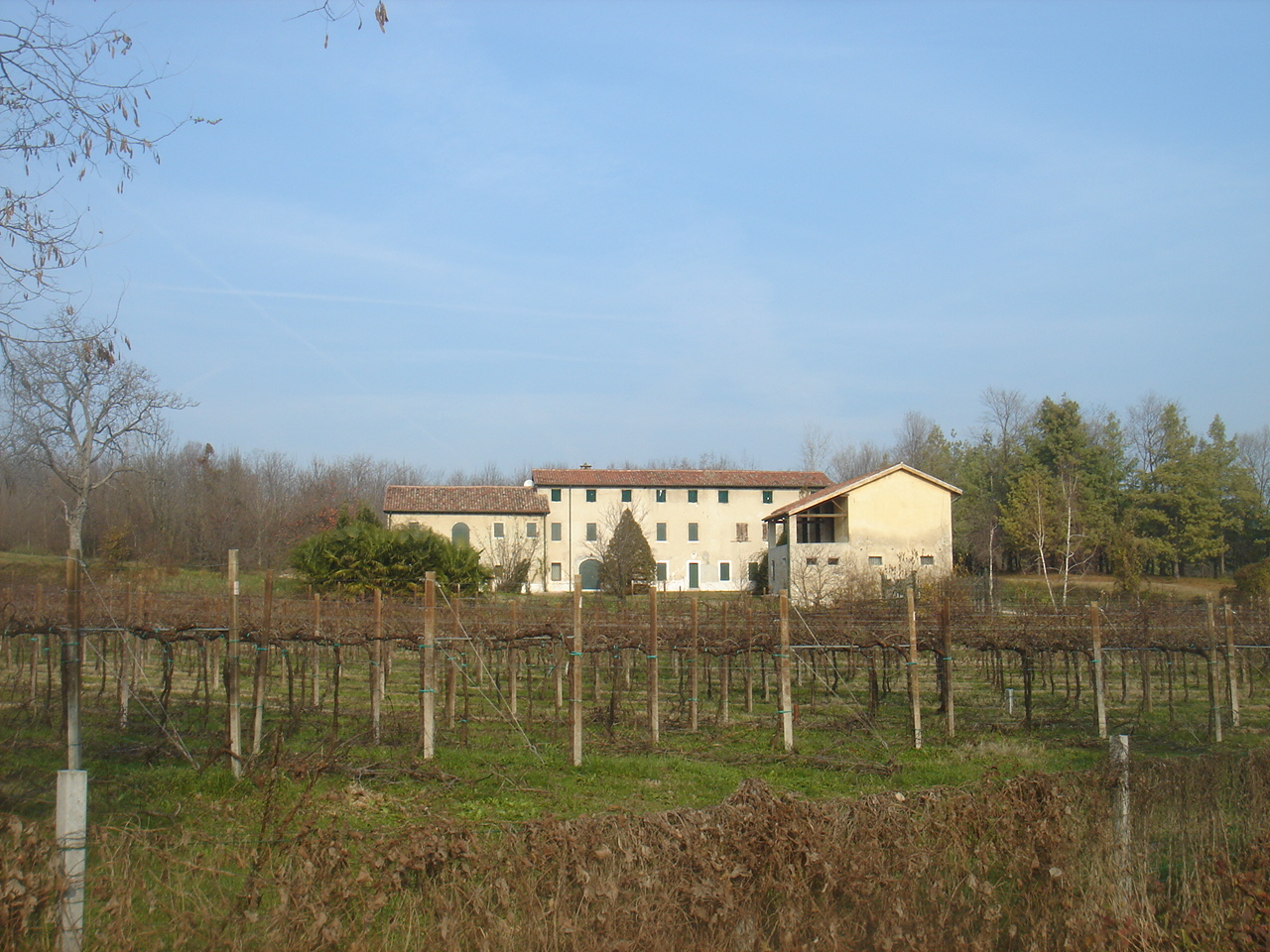
Casa rurale di via Cancian

Gli edifici rurali sono numerosi sul territorio del paese. Ve ne sono di diverse forme e dimensioni, di differenti epoche e dislocazioni; tuttavia le case rurali sono tutte riconducibili a un modello diffuso nella provincia di Treviso: esse presentano una struttura modulata in due blocchi: uno a tre piani (o, talvolta, due) fungeva da abitazione per la famiglia contadina; uno a due piani, minore e molto semplice, era funzionale alle attività agricole e/o di allevamento.
Nel secondo Novecento la funzione rurale di questi edifici è andata perdendosi nella gran parte dei casi: trasformate in abitazioni, adibite ad altri fini, abbandonate o inghiottite dalle villette delle recenti aree residenziali e divenute parte di esse.

##### Casa rurale di via Cancian

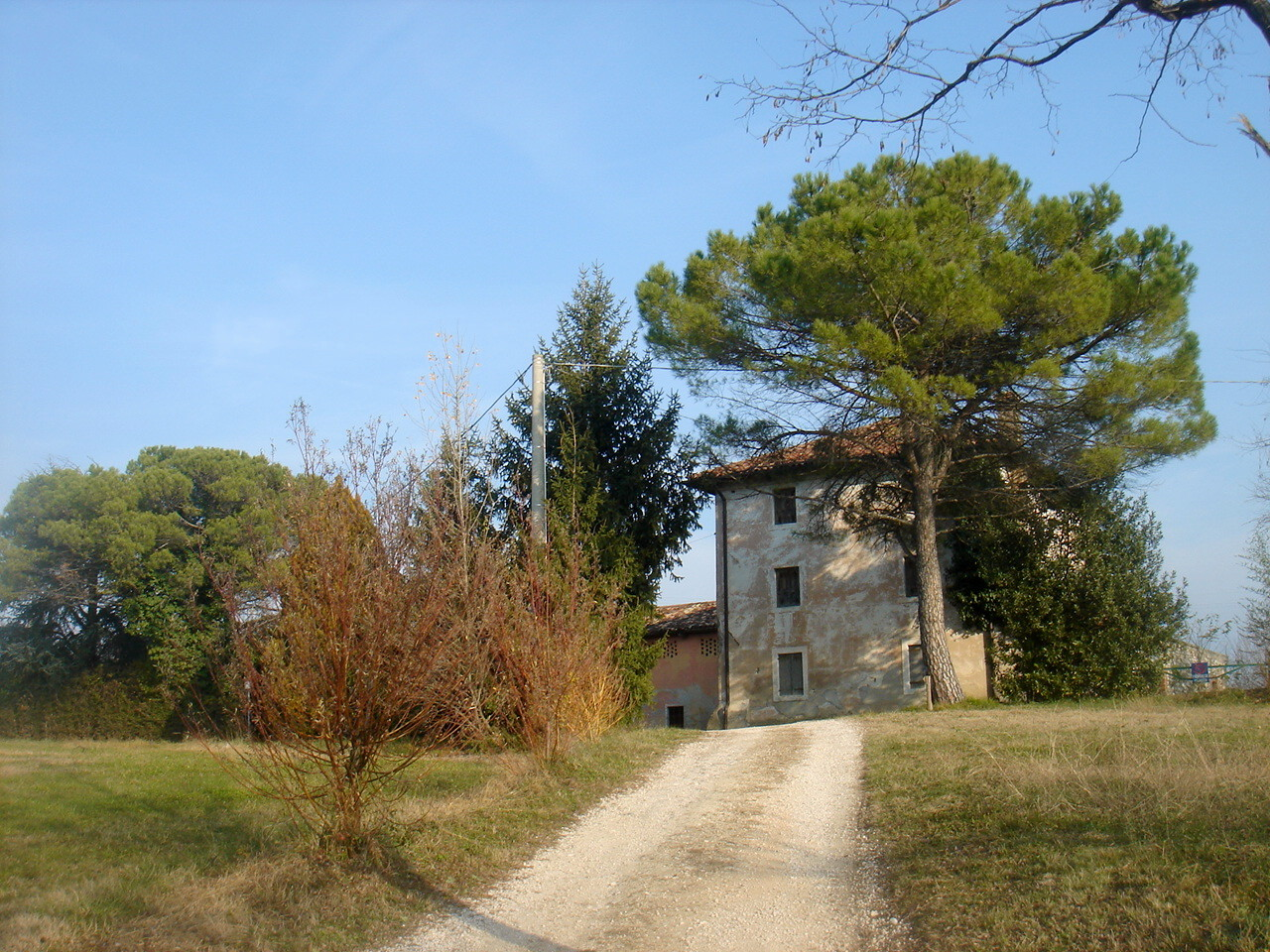
Casa rurale di via Moranda Alta

Esempio della struttura suddetta, la casa di via Cancian è formata da due edifici distinti: il caseggiato sviluppato su tre piani in lunghezza è rivolto verso il Col Castelar e presenta un'adiacenza di due piani sul lato sinistro, con centralmente al secondo piano un'apertura a tutto sesto; l'annesso rustico in posizione autonoma, spostato a destra rispetto al corpo principale e rivolto verso Col di Manza, è organizzato su due livelli con al piano terra la stalla e sopra lo spazio adibito a granaio e alle attività connesse allo svolgimento della vita rurale.

##### Casa rurale di via Moranda Alta
Situato lungo il tratto più alto di via Moranda alta, l'abitato è su tre livelli, collocato ortogonalmente rispetto all'adiacente rustico, secondo una caratteristica disposizione a L, meno diffusa delle altre su questo territorio.
L'ambiente della vecchia stalla e del fienile, i più caratteristici per qualità formali, specie nella forometria si sono conservati fino al 2010, quando hanno subito una demolizione a fini edilizi, che ha fatto perdere l'originalità del manufatto e della struttura storica, tanto più che la ricostruzione risulta non fedele. Allo stesso periodo si ascrive l'abbattimento della piccola porcilaia nel prato antistante.

##### Casa rurale di via Camerin

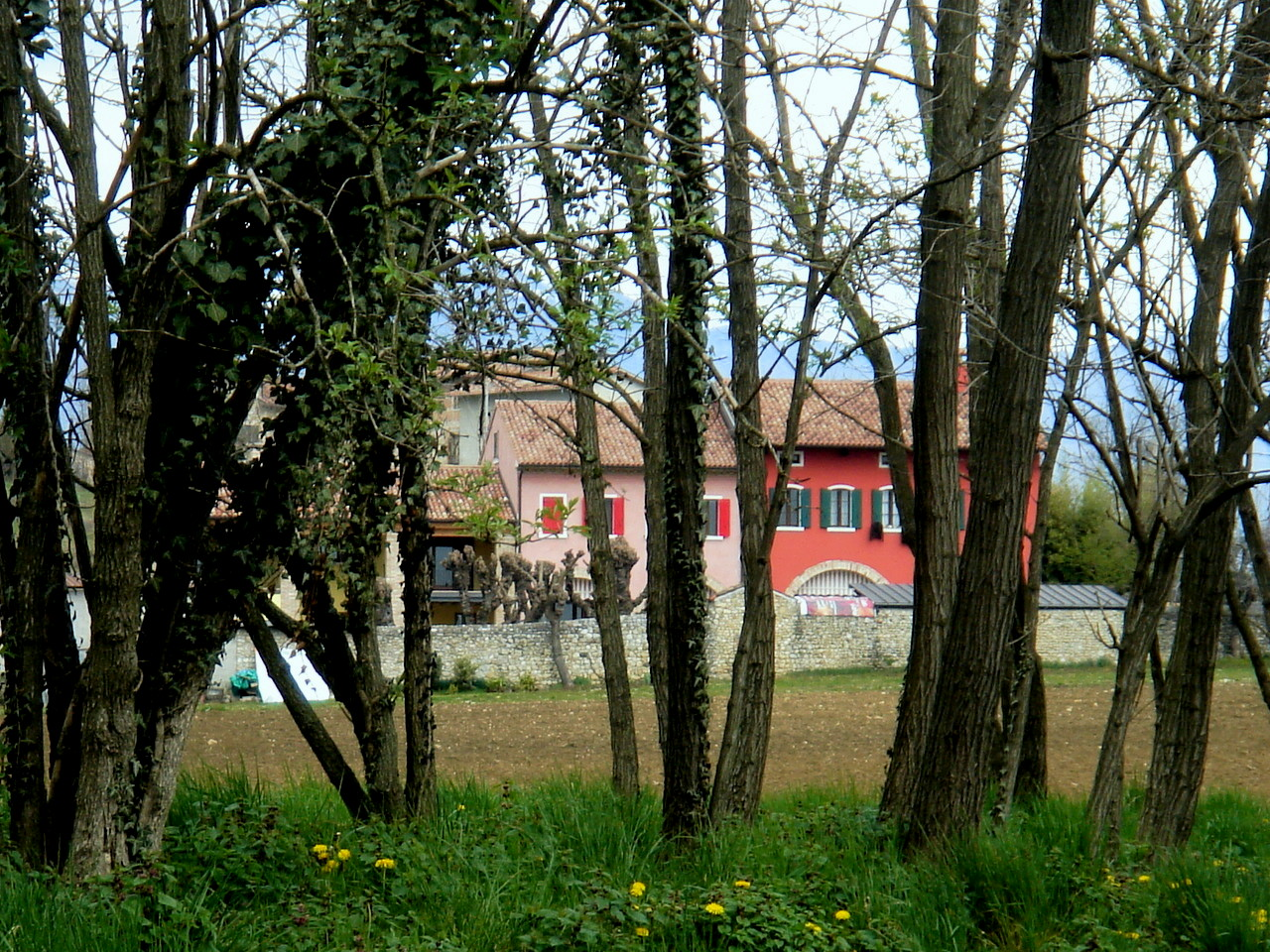
Casa rurale di via Camerin

Riconvertita a moderna abitazione nella sua totalità, alterando il suo grado di testimonianza del mondo rurale, è tuttavia un'interessante tipologia: la struttura consta di due blocchi anche in origine adibiti ad abitazione (entrambi su due livelli, ma uno più alto con solaio) e, a sinistra, un terzo blocco, un tempo adibito a funzioni rurali (stalla e fienile) e oggi mutato in molti dei suoi elementi costitutivi.
La facciata è aperta da tre archi a sesto ribassato al pian terreno e da monofore rettangolari ai piani superiori. Il cortile è cinto dalle vecchie mura in sassi che isolano dalla campagna circostante, ancora parzialmente integra e sulla quale la casa domina.

##### Casa rurale di via Gardin

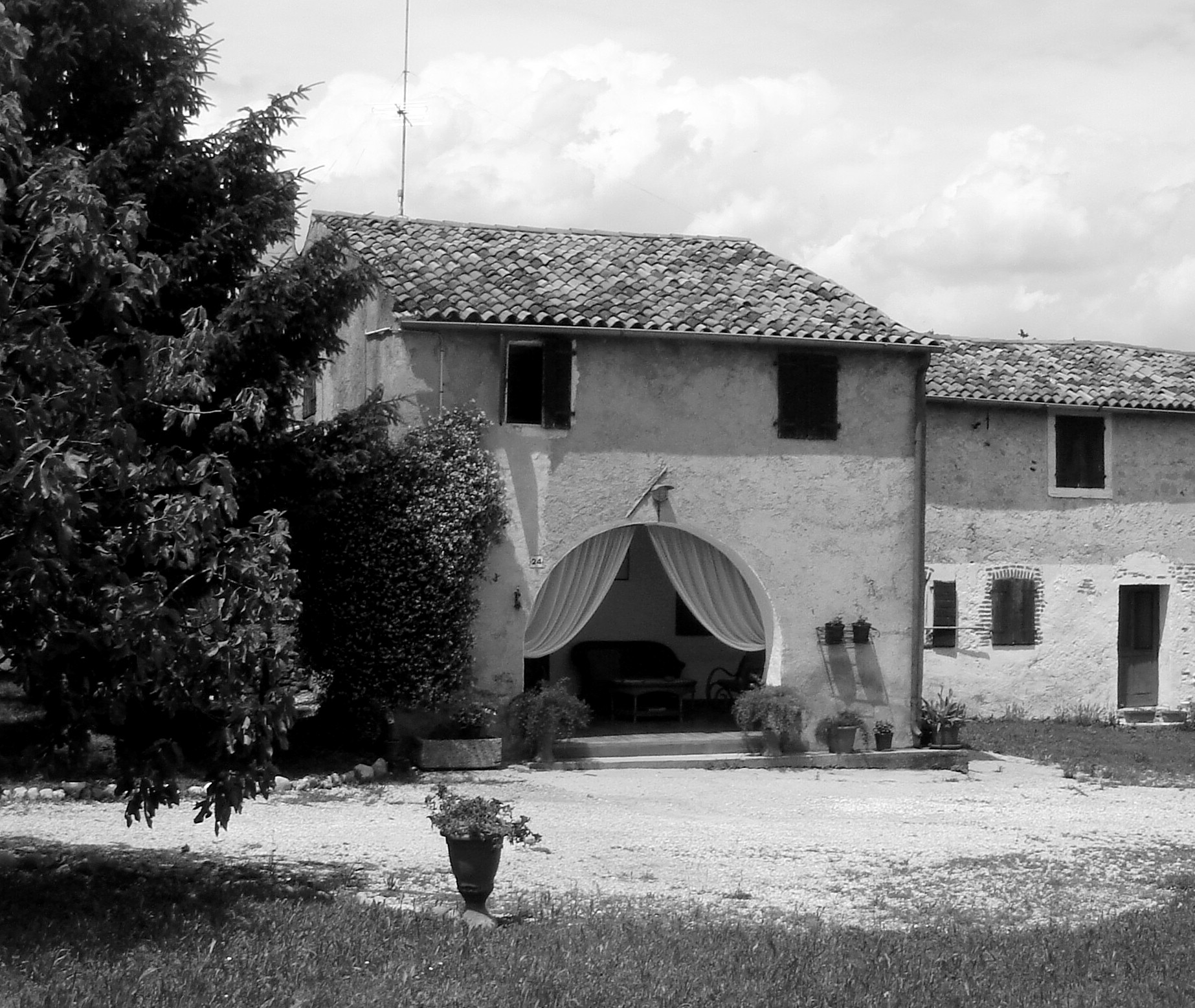
Casa rurale di via Gardin, prospetto principale

Si compone di tre piccoli blocchi disposti a L, su due livelli, uno dei quali era la stalla. Da notare la facciata del corpo principale, costituita da due piccole finestre al primo piano e da un grande arcone a sesto ribassato, sotto il quale un portico fa da passaggio tra l'aia e l'ingresso principale.

La visibilità e la natura prima della casa di via Gardin sono state quasi del tutto oscurate, malgrado essa, schedata tra i beni artistici del territorio, sia tra le strutture più antiche ed architettonicamente esemplari all'interno del perimetro comunale di San Fior: infatti, il prosperare dell'edilizia residenziale nelle aree pianeggianti del paese ha coperto, a partire dagli anni 2000, la tenuta e parte dell'aia.

##### Vecchio convento

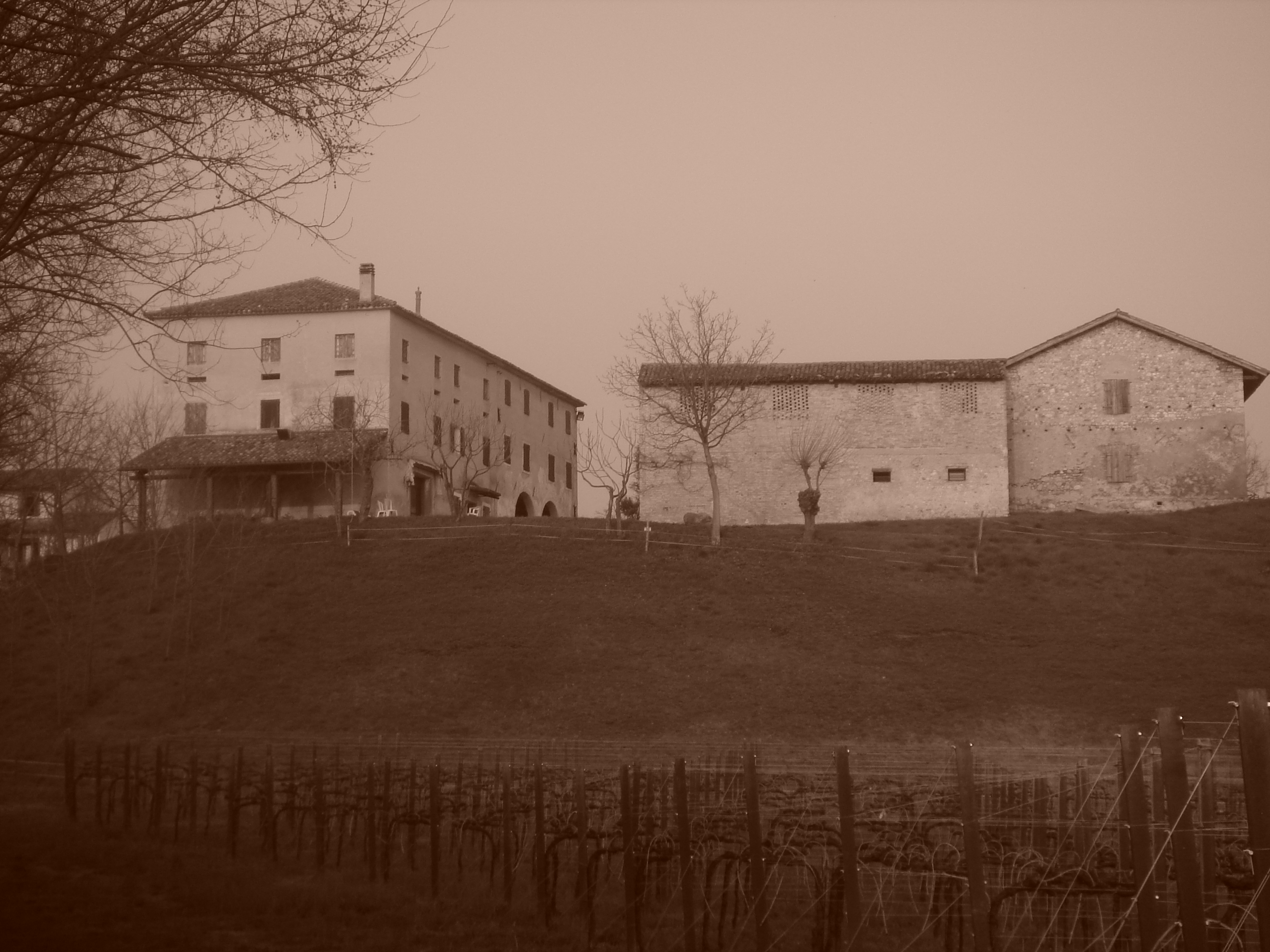
Il complesso rurale del convento

Si tratta di un'antica struttura a carattere rurale situata in posizione rialzata in via Poloni.
Un blocco unico su tre piani guarda sul cortile nel quale si collocano il pozzo e un annesso rustico, su due piani e disposto a L. L'edificio, comunemente noto come Vecchio Convento, è oggi sede di un agriturismo.

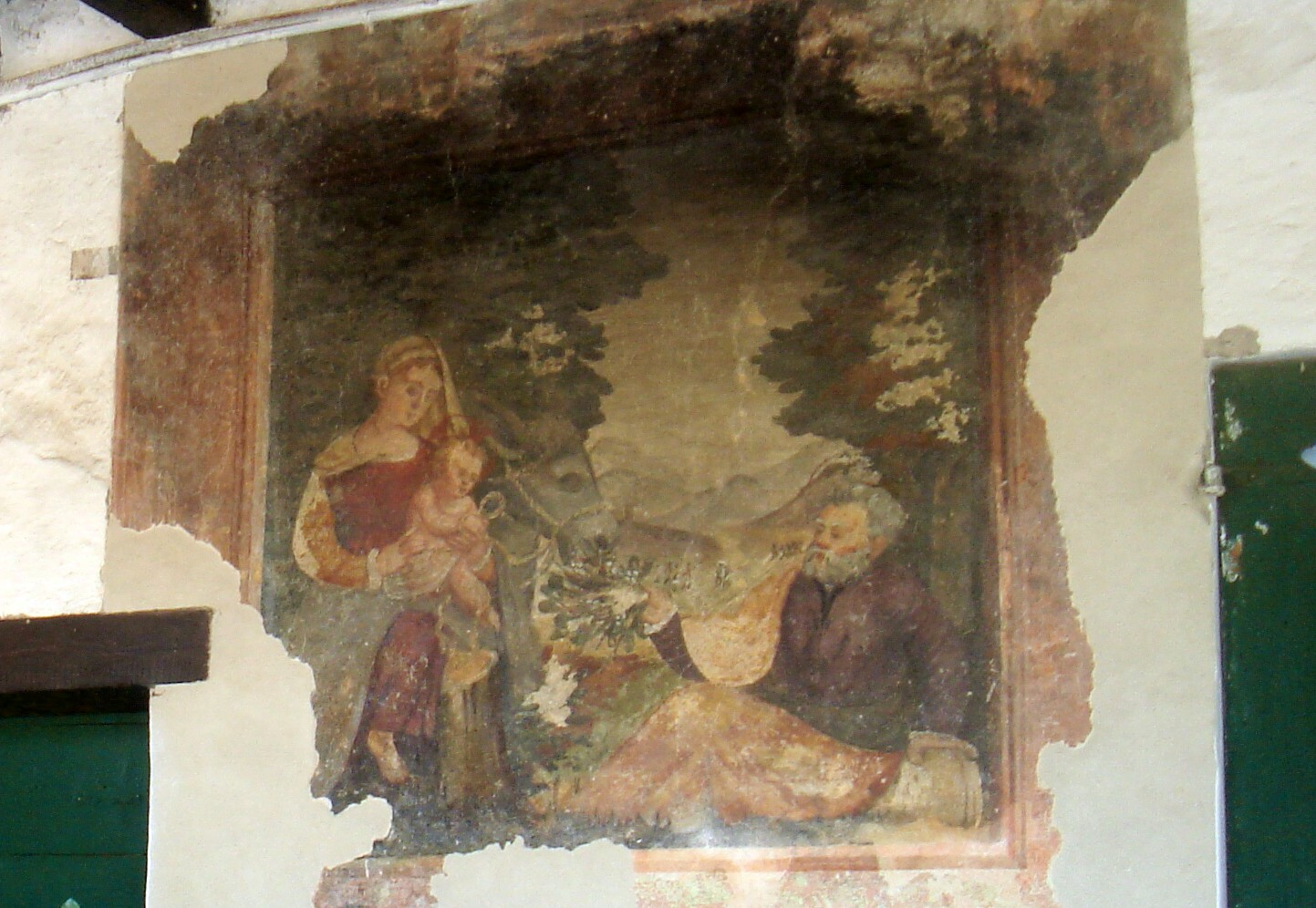
L'affresco del portico

Sotto il portico del convento è ben conservato un affresco del XVI secolo: Riposo durante la fuga in egitto (dimensioni: cm. 150x150). L'affresco, opera su commissione, va considerato espressione di pittura non popolare, ma collocato nel solco della tradizione veneta vicina a Francesco Beccaruzzi.
È una scena di ristoro ambientata ai piedi delle Prealpi, incorniciate dalle fronde che avvolgono i personaggi: sulla sinistra è ritratta la Madonna col Bambin Gesù, seduta in groppa all'asino; sulla destra si vede Giuseppe, adagiato sull'erba, sotto un albero, mentre porge una frasca all'asino. L'iconografia è tutt'altro che formale: la Madonna ha il collo scoperto, a evidenziarne la freschezza dei lineamenti, il bambino sta giocando con la cavezza dell'asino.

##### Altri edifici rurali
- Casa rurale di via Generai: struttura di dimensioni considerevoli, essa si compone di più corpi lineari: due principali su tre livelli, ai quali si aggiungono gli annessi rustici.
- Casa rurale di via Tiziano Vecellio: si compone di un volume centrale su tre livelli, di due corpi laterali adiacenti su due livelli e di un corpo autonomo a lato. La facciata è rivolta verso i colli di Ogliano e Conegliano.
- Casa Rurale di via Ferrovia: situata a pochi metri da Villa Liccer, si distingue dalle altre case rurali della frazione per le aperture ovali che ingentiliscono il sottotetto del corpo centrale. Il complesso appare essere frutto di costanti rimaneggiamenti. Negli anni settanta, analogamente a Villa Liccer, ha veduto le proprie terre edificate a capannoni, venendo inglobata nella zona industriale.

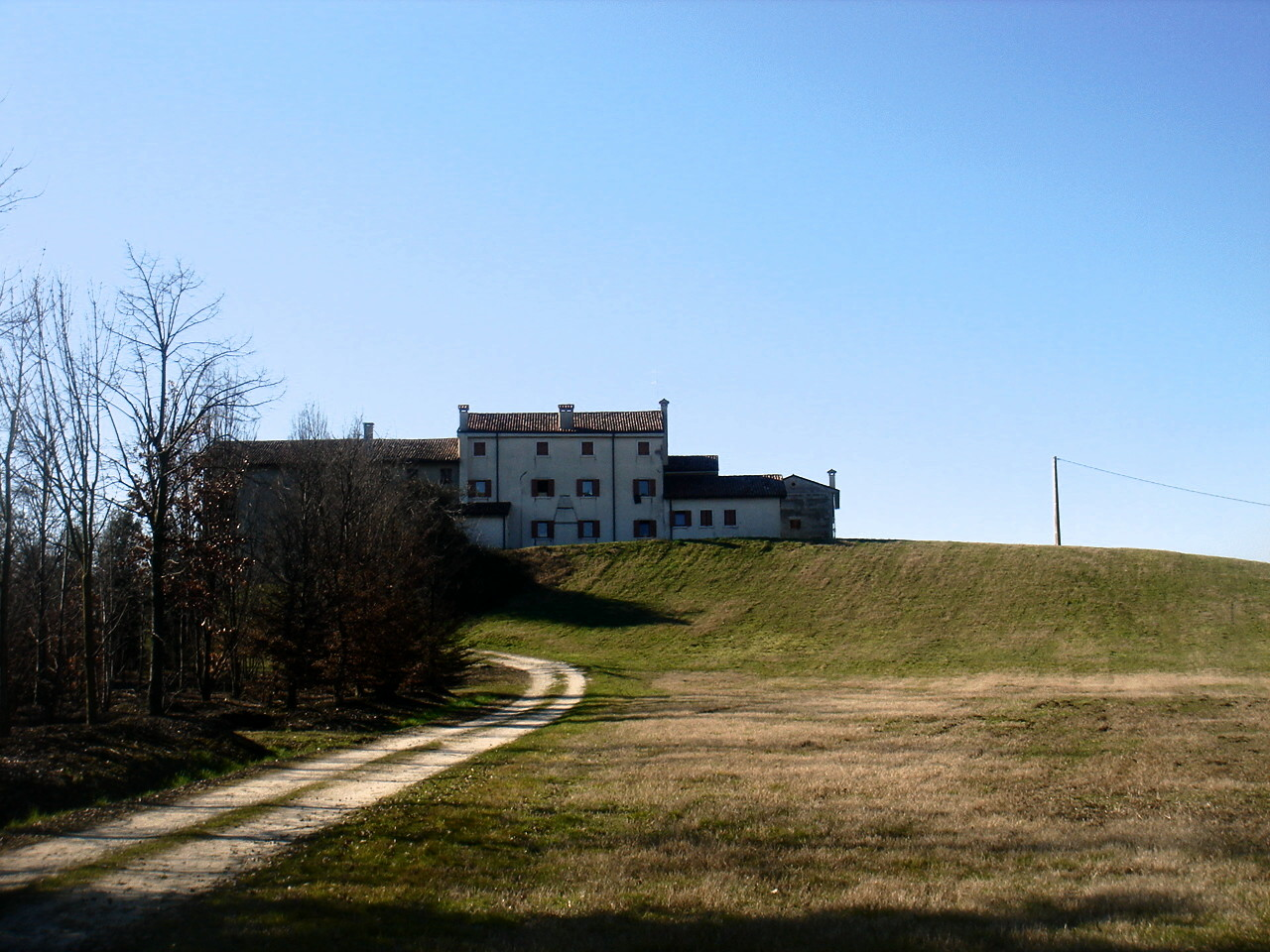
Casa rurale di via Generai
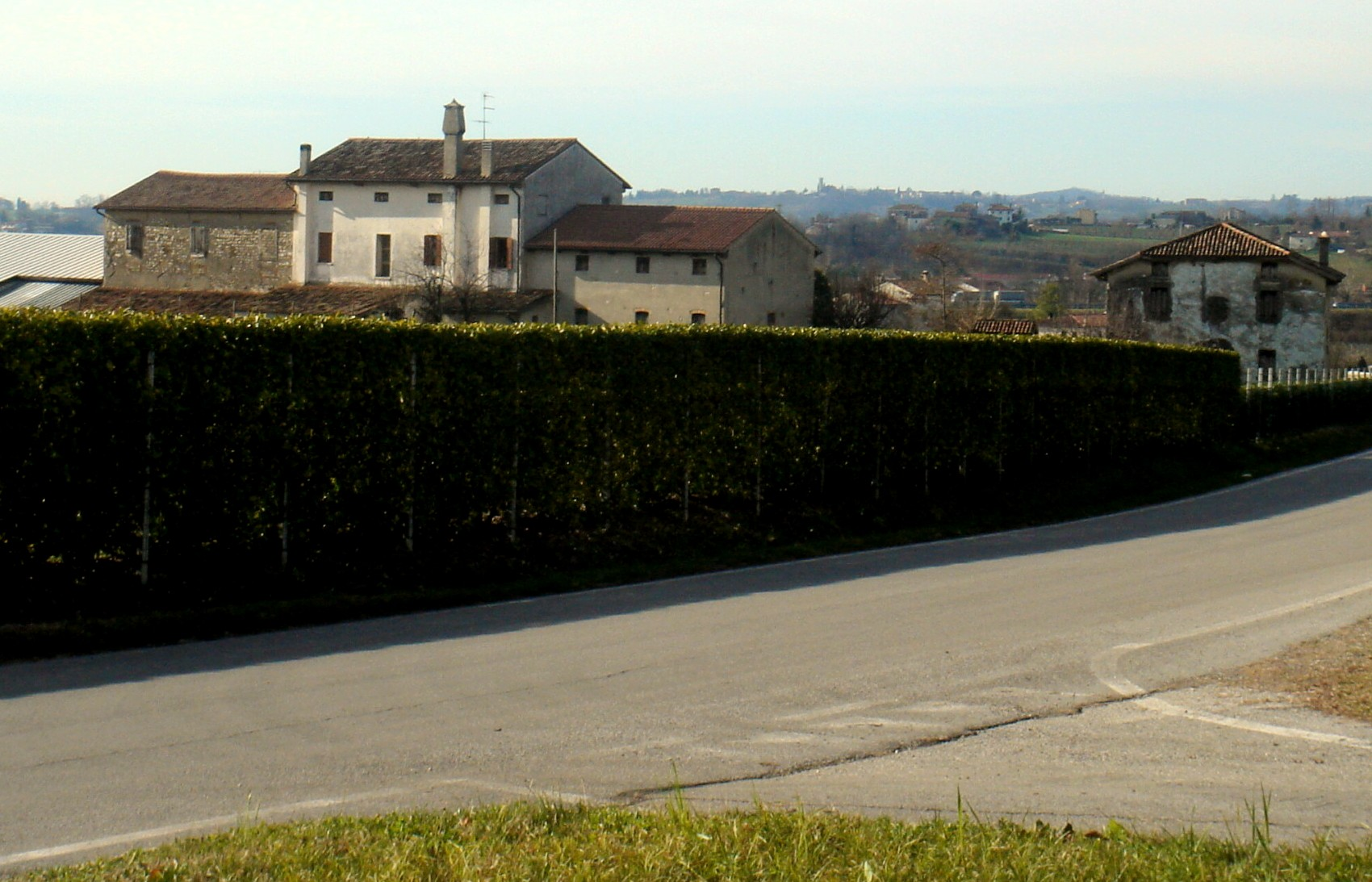
Casa rurale di via Vecellio, retro
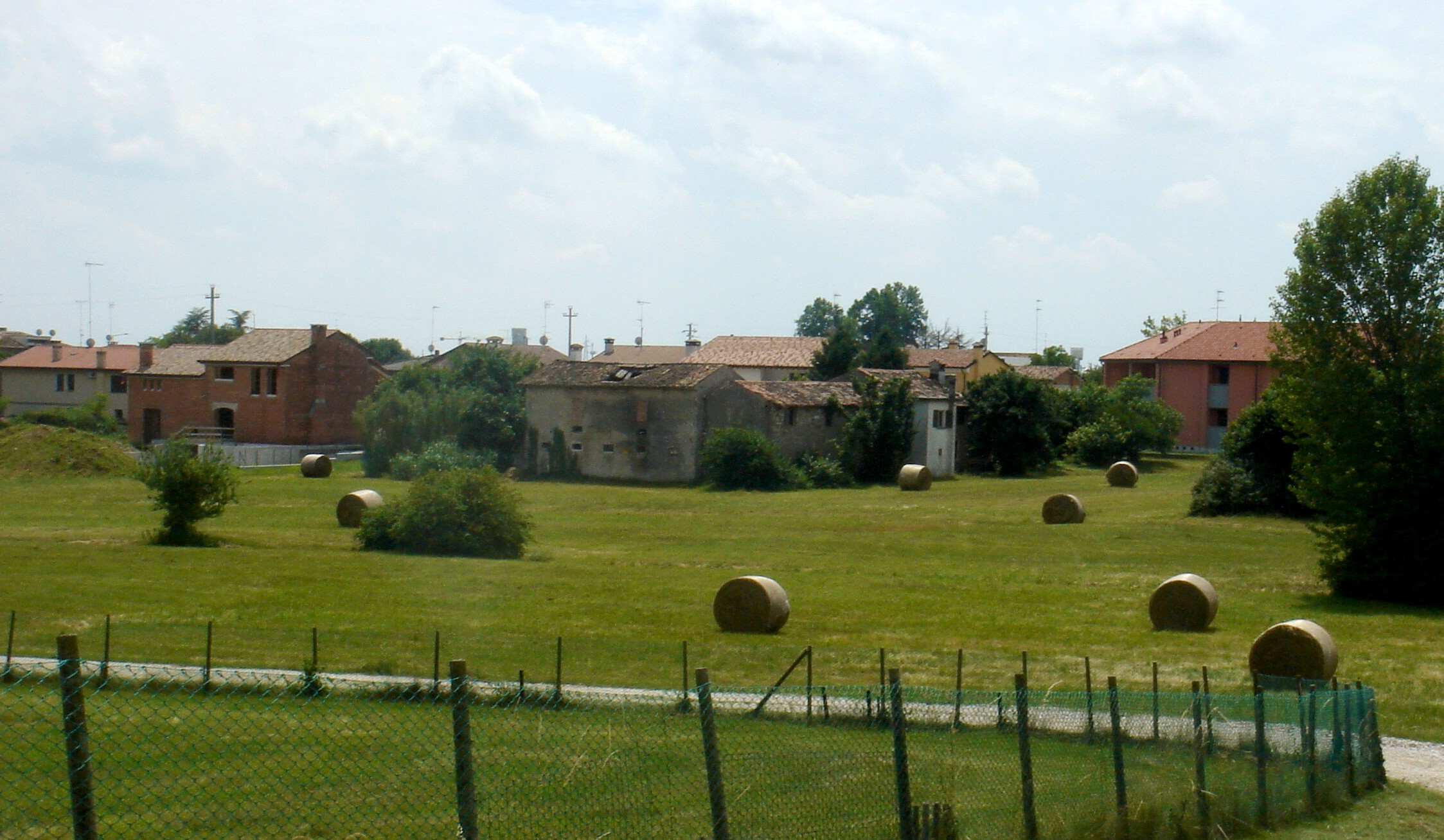
Casa rurale di via Gardin, retro. Attorno, le nuove villette
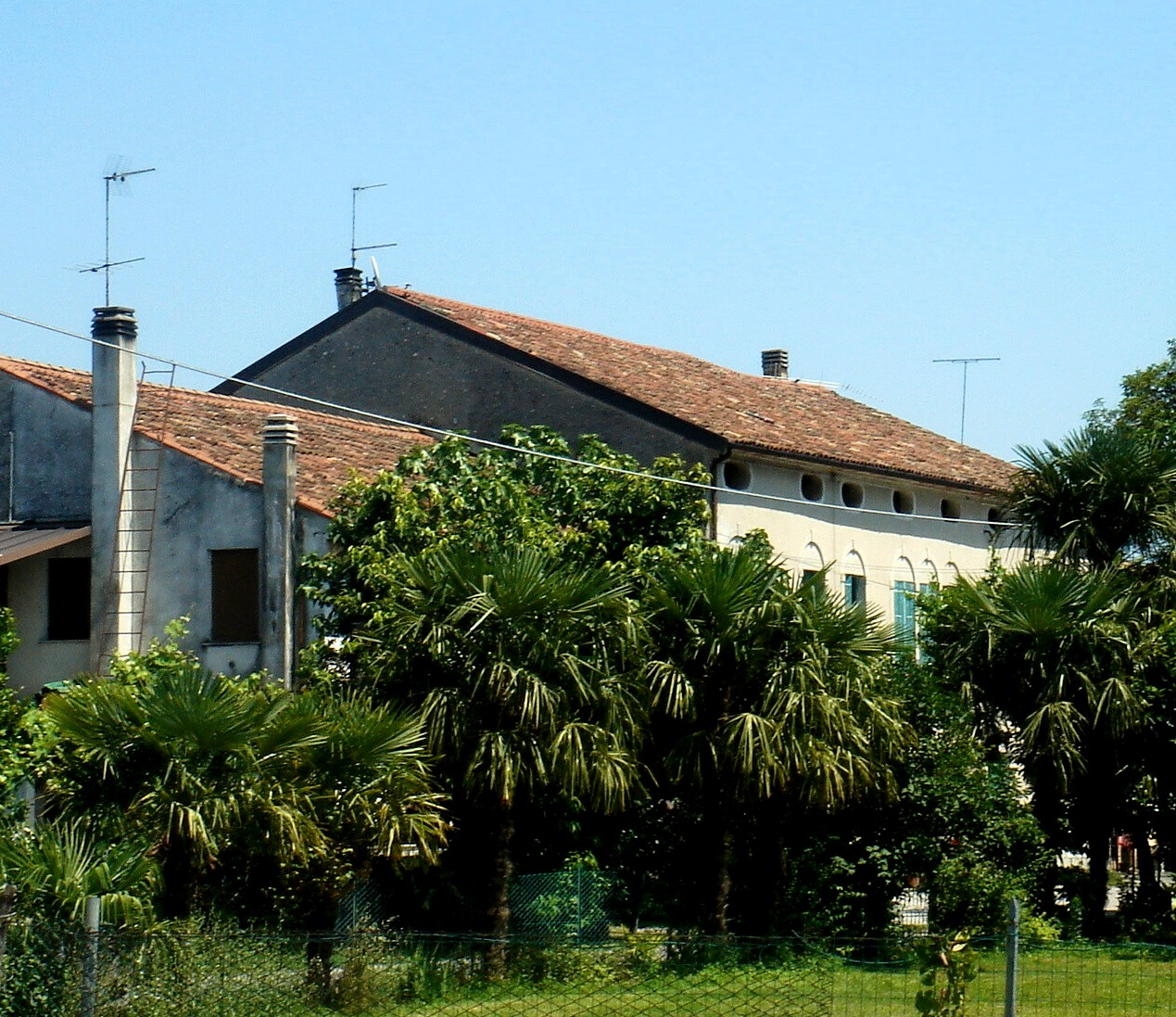
Casa rurale di via Ferrovia, scorcio

### Aree naturali

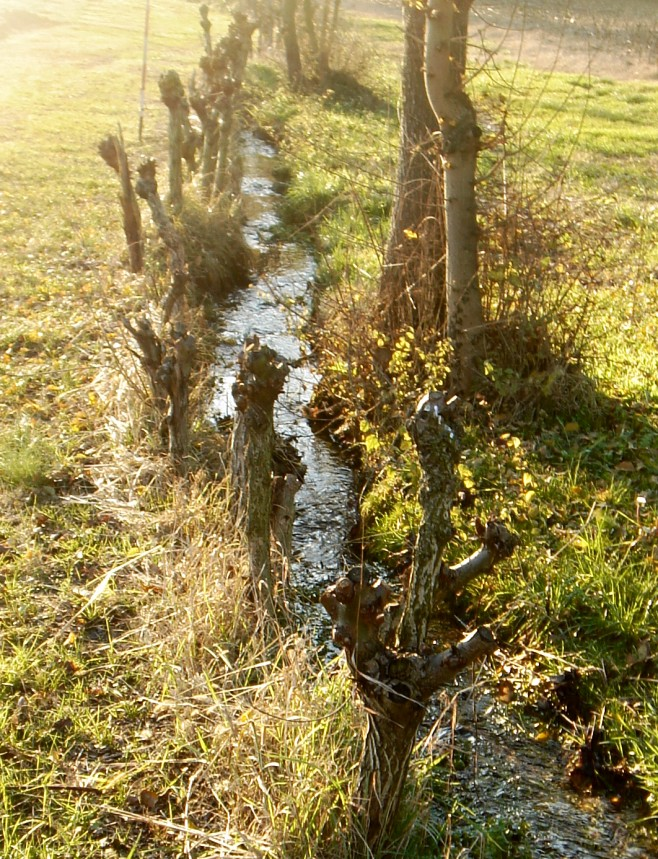
Fosàl presso via Generai

#### Acque efosài
Non esistono fiumi nel territorio di Castello; è tuttavia da segnalare il Valòn, ruscello che taglia parte della campagna di via Stortan per scendere poi nell'area pianeggiante del paese.
Vi sono poi i fosài, cioè i fossi che costeggiano tutte le vecchie strade, facendo da confine ai campi coltivati e accompagnandosi alle siepi (zhiese, in veneto), a fare da confini naturali ai diversi appezzamenti. Questo modello antichissimo, ascrivibile a una tipologia tipica di questa zona, i palù, è conservata ancora in alcuni tratti delle aree a bassa densità abitativa di via Generai e via Stortan.

## Geografia antropica

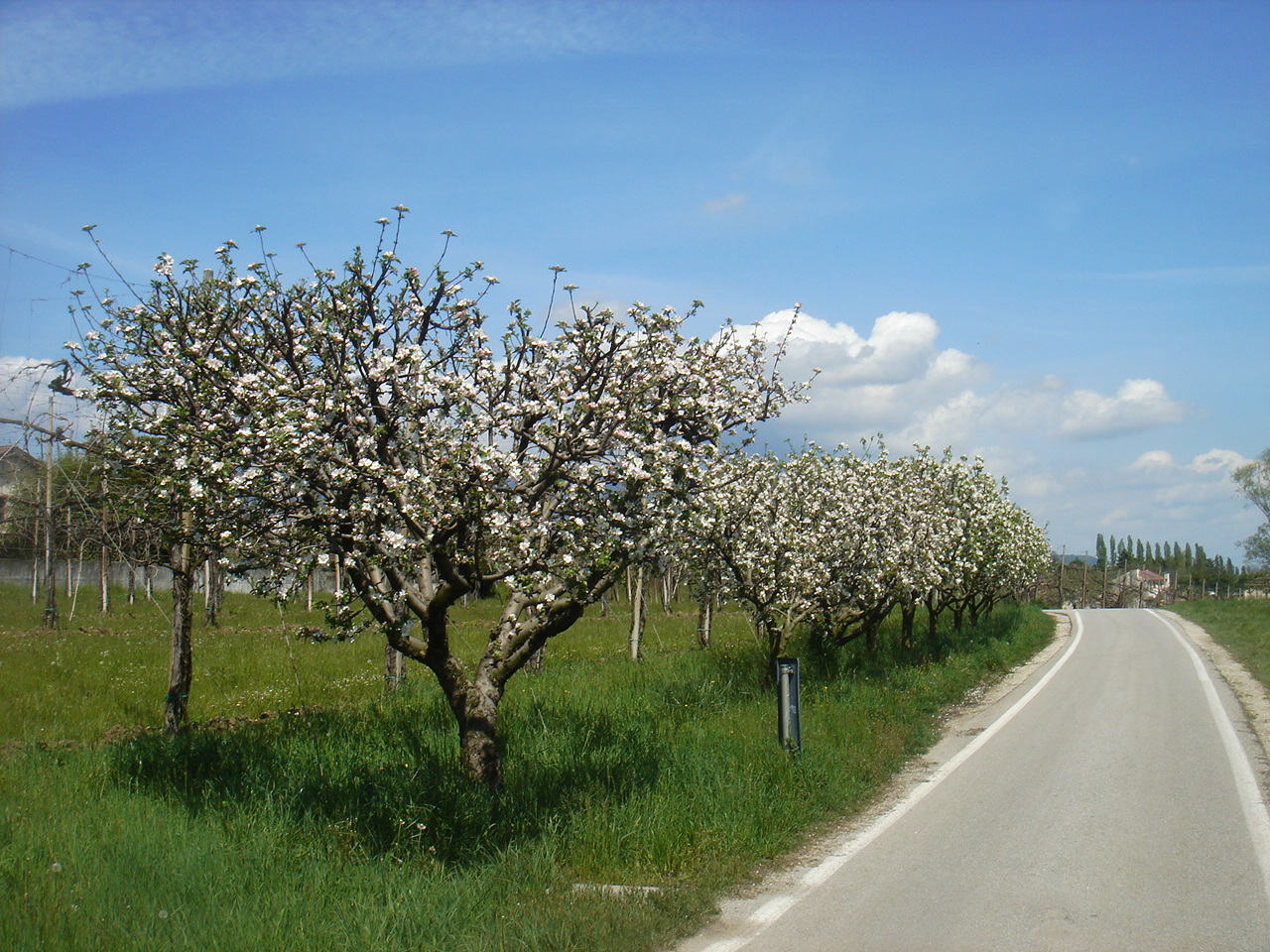
Via Cal de le Rive

### Toponomastica
Diverse aree del paese e le strade che le uniscono conservano nomi tradizionali, indissolubilmente legati alla storia millenaria del sito.
Oltre ai toponimi già citati (Ongaresca, Gai, Mellarè, Gradisca), meritano attenzione particolare quelli segnalati da Sartori e da Tomasi:
- Barnaco;
- Fara, ovvero "insediamento di origine longobarda";
- Forzanel, toponimo prediale di origine latina;
- Pasarzi, forse dal latino passagium;
- Schiava, legato a piccole immigrazioni di slavi;
- Valenza, da legare al cognome diffuso nel Cenedese tra XV e XVI secolo (tra tutti è noto il pittore Jacopo da Valenza.

Il nome di molte vie che si diramano dal centro storico sono dedicate ad artisti e intellettuali legati alla storia di Castello: via Pomponio Amalteo, via Tiziano Vecellio, via Sante Cancian, via Antonio Gardin. 
Altre strade prendono nome dai borghi per cui passano, come borgo Gardin, dalla famiglia omonima, e borgo Gradisca, il cui toponimo, diffuso già altrove nel Nord-Est, ha probabilmente origini slave e deriva da gradišče, (luogo fortificato), con chiaro riferimento alla presenza del castello.
Altri toponimi conservano il nome dialettale e il richiamo alle forme del paesaggio cui si riferiscono, come la cal del Valon (dal nome del torrente che la lambisce), la cal de le Rive e la Rividella (strade che percorrono i primi rilievi sul versante sanfiorese) e la cal Zhota (ovvero "strada zoppa", nome gergale della moderna via Pomponio Amalteo).
A partire dagli anni Sessanta, con il boom edilizio, assieme ai quartieri residenziali sono nate nuove vie: in una prima fase con nomi legati allo spirito della nazione che riparte dalle ceneri della guerra (via XXV Aprile, via 1º maggio, via Resistenza etc.); in una fase più recente col recupero di referenti vicini alla comunità locale: come via Don Angelo Munari, in memoria di un parroco della pieve, o via Villa Liccer, strada d'accesso al centro commerciale "Parcofiore", ma anche alla villa omonima.

## Cultura

### Scuole

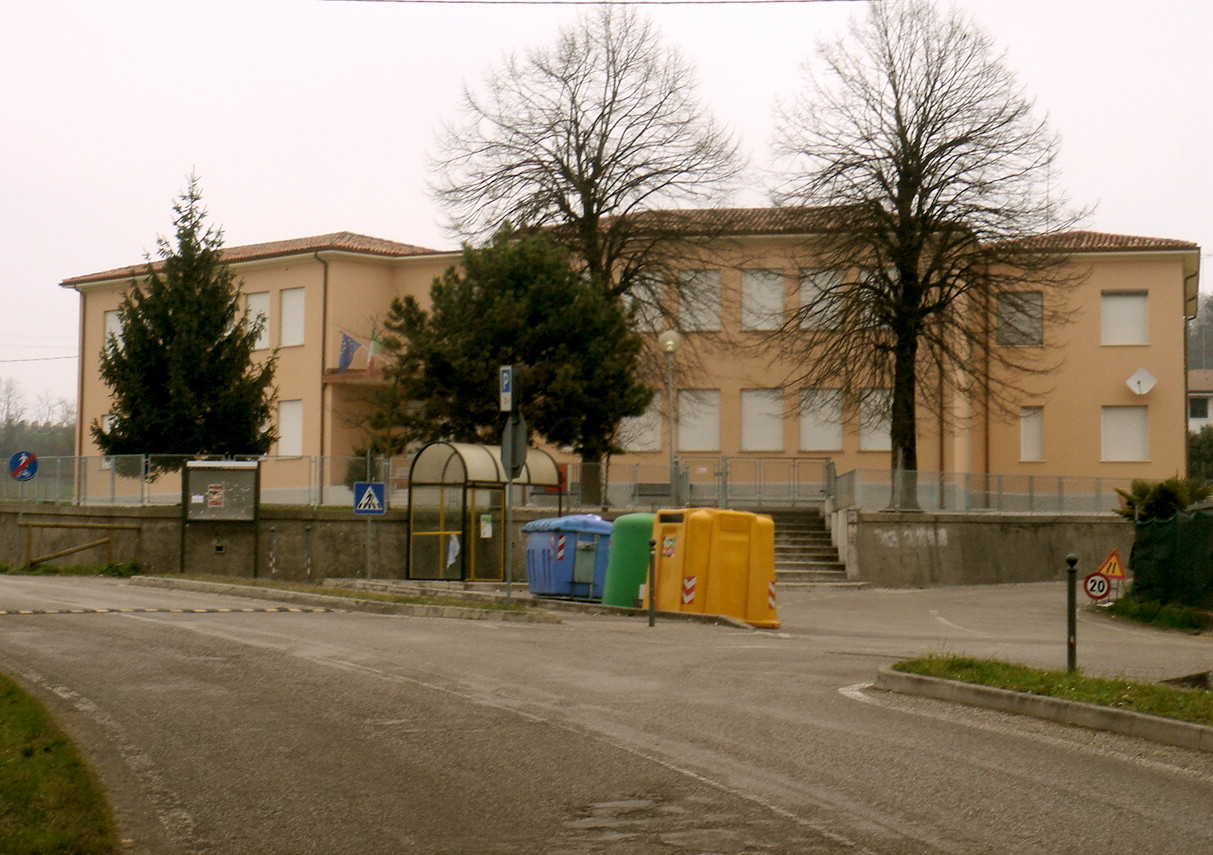
Le scuole elementari

- La scuola materna "Divina Provvidenza" è un'istituzione fondamentale per la storia novecentesca di Castello Roganzuolo. Fondata nel 1904, per volontà dell'allora parroco Don Luigi Colmagro[31], è stata per novantanove anni (fino al 2003) gestita dalle Suore Vincenzine della Piccola Casa della Divina Provvidenza di Torino. Intorno alla struttura della scuola materna, finché retta dalle suore, si sono raccolti il catechismo e le attività ludiche e religiose dei giovani parrocchiani. L'asilo ha subito dei lavori di ampliamento progressivi tra gli anni settanta e gli anni novanta, arrivando a festeggiare il suo centenario nel 2004.

### Eventi
- Dal 1975, l'ultima domenica di febbraio, si disputa sul circuito panoramico di Castello Roganzuolo la tradizionale corsa ciclistica per dilettanti, riservata alle categorie élite e under 23, gara organizzata dalla Società Sportiva Sanfiorese che ogni anno inaugura il calendario ciclistico nella zona[32].
- Dal 2006 è stata rievocata l'Antica sagra de San Piero, sagra paesana che ha luogo in occasione della festa del santo patrono (Santi Pietro e Paolo, 29 giugno).

## Economia

### Agricoltura
L'area collinare è, nella quasi totalità, occupata da attività agricole, legate soprattutto alla produzione vinicola, tipica dell'area dei colli coneglianesi, e da attività vivaistica.

### Industria
Lo sviluppo industriale si è diffuso nel secondo Novecento a partire dal boom economico; la zona industriale si è addensata principalmente lungo la strada statale, occupando un'area abbastanza estesa e in precedenza sfruttata in agricoltura e bachicoltura.

### Servizi e turismo
Lungo la statale 13 s'incontrano numerosi luoghi di ristoro e un albergo, nati principalmente per soddisfare una clientela di passaggio per l'arteria stradale.
Nella parte collinare di Castello Roganzuolo sono invece presenti locali rivolti a una clientela interessata al turismo agricolo e gastronomico. La presenza delle vecchie osterie attive per gran parte del Novecento, quelle di borgo Gradisca e di via Gardin, è oggi solo un ricordo.

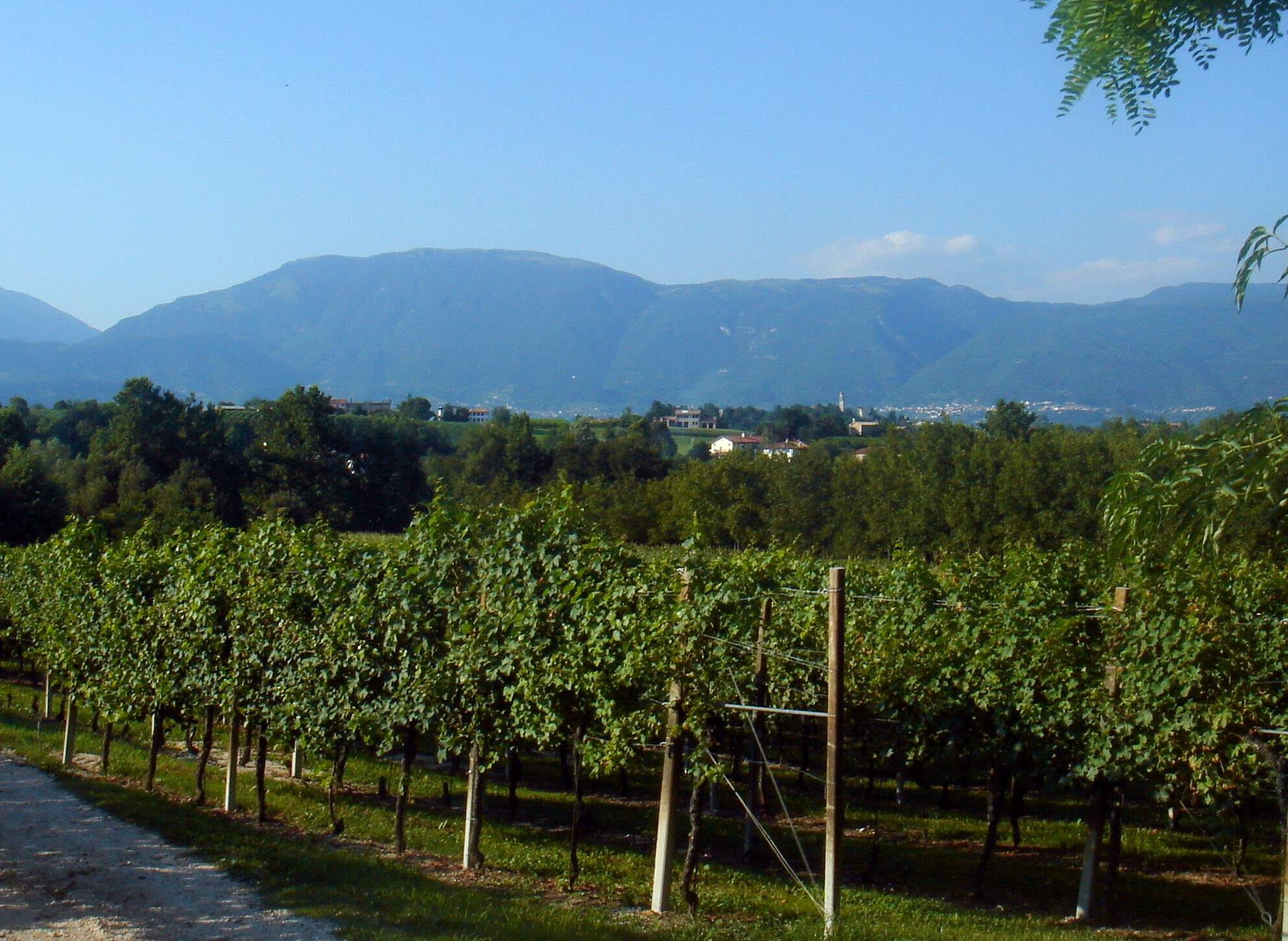
Vigne e vivai nell'area collinosa di via Stortana Vecchia
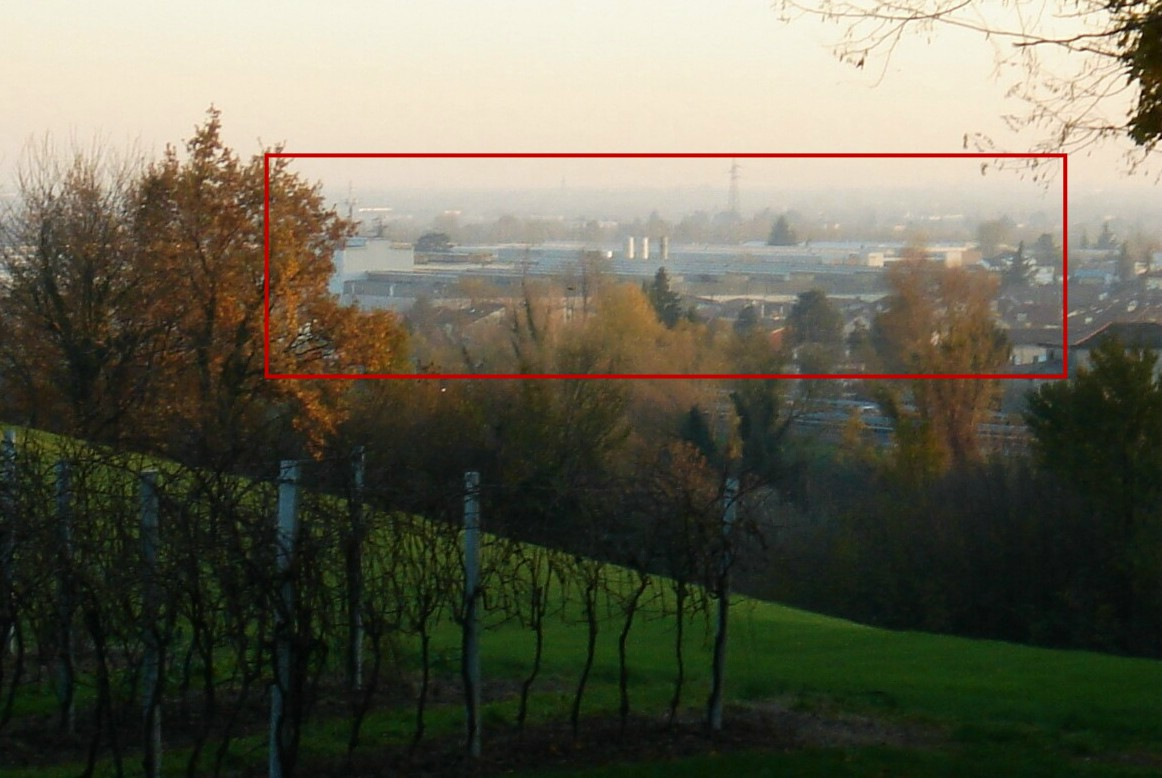
Scorcio della zona industriale (nel rettangolo) dalla Moranda Alta
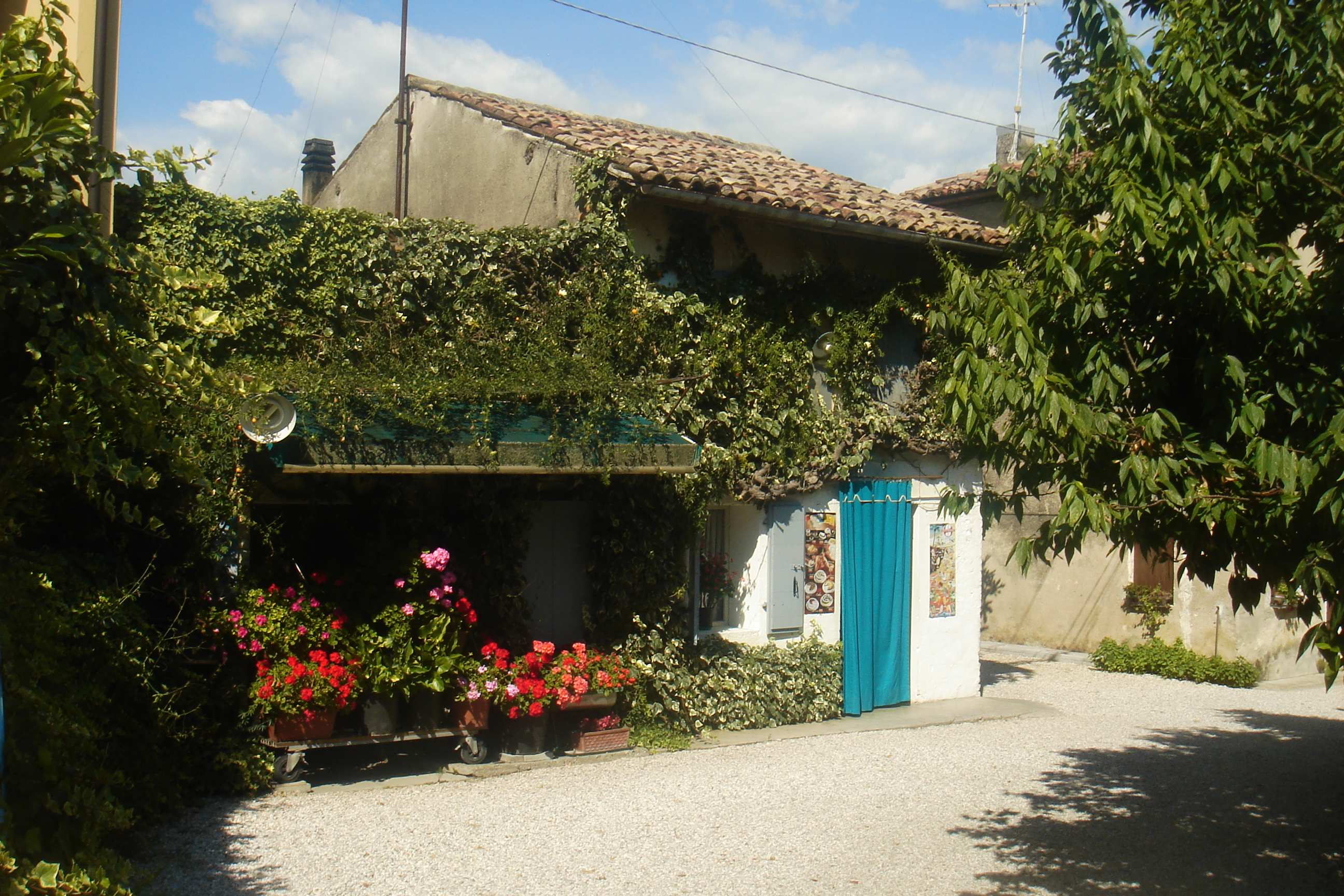
L'osteria

## Infrastrutture e trasporti

### Strade
Castello Roganzuolo è attraversato, ai piedi dei colli, dalla strada statale 13 Pontebbana, attorno alla quale è disposta la gran parte delle attività commerciali, industriali ed edili. Intorno ad essa si sono sviluppati, a partire dagli anni del boom economico (dagli anni sessanta), anche i nuovi centri residenziali, presso i quali hanno teso a spostarsi la maggior parte degli abitanti.
Percorrendo la SS 13 in direzione San Fior, dopo essere usciti dal Comune di San Vendemiano, si incrocia l'altra importante arteria stradale: l'autostrada A27, la quale taglia il paese a occidente, facendo da spartiacque: da una parte la zona industriale, l'area residenziale di via Moranda, i borghi e le vigne della zona di via Generai (confinanti col comune di Conegliano); dall'altra piazza Venezia, le vie principali che portano al vecchio paese (via Pomponio Amalteo e via Gardin), tutta l'area collinare (è nella parte est che si collocano le 3 chiese).
Questo tratto dell'autostrada A27 si colloca a metà strada tra i due più vicini accessi: a nord quello di Vittorio Veneto (a circa 9 km), a sud quello di San Vendemiano (a circa 6 km).

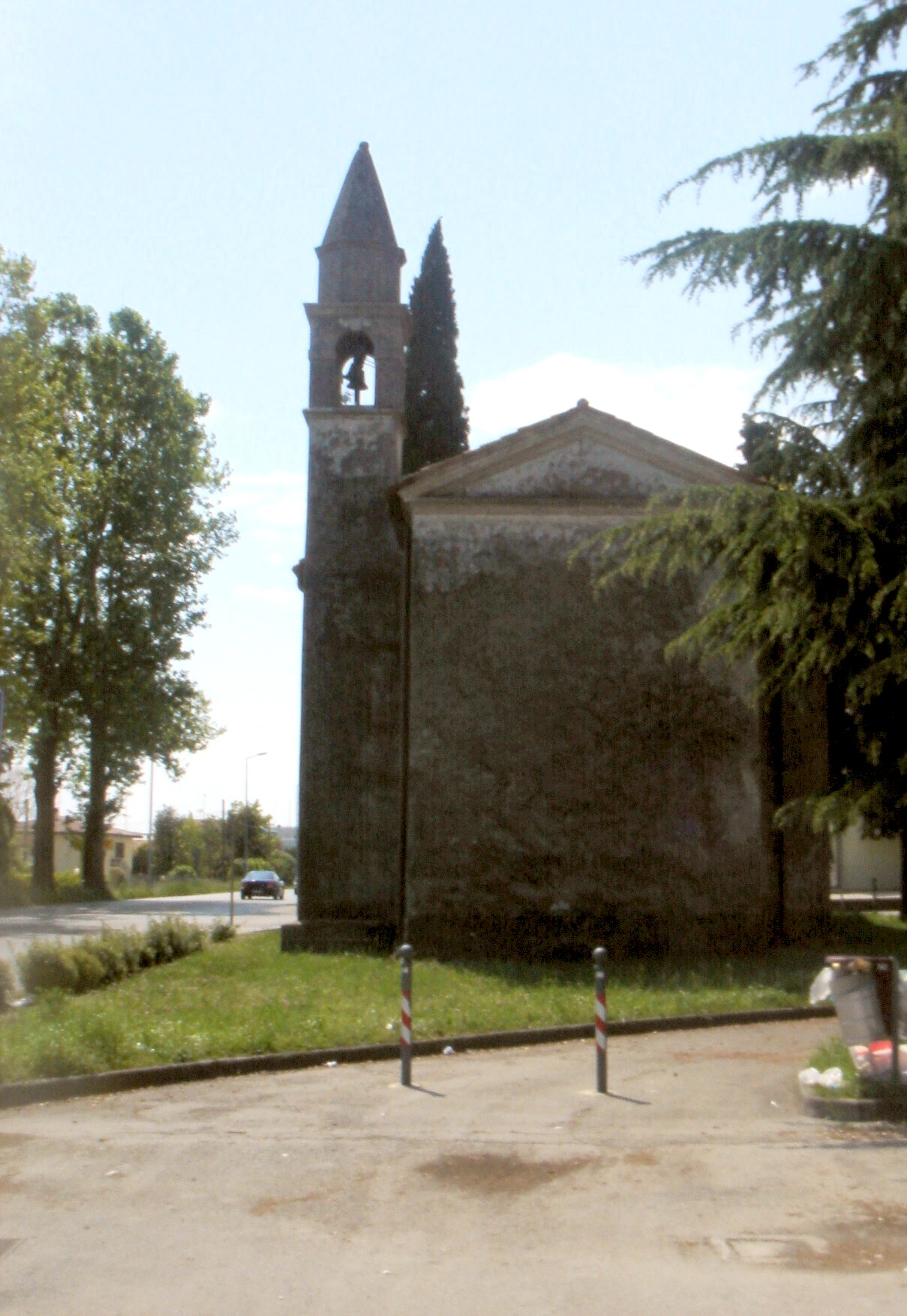
La SS 13 all'altezza della chiesetta di San Martino
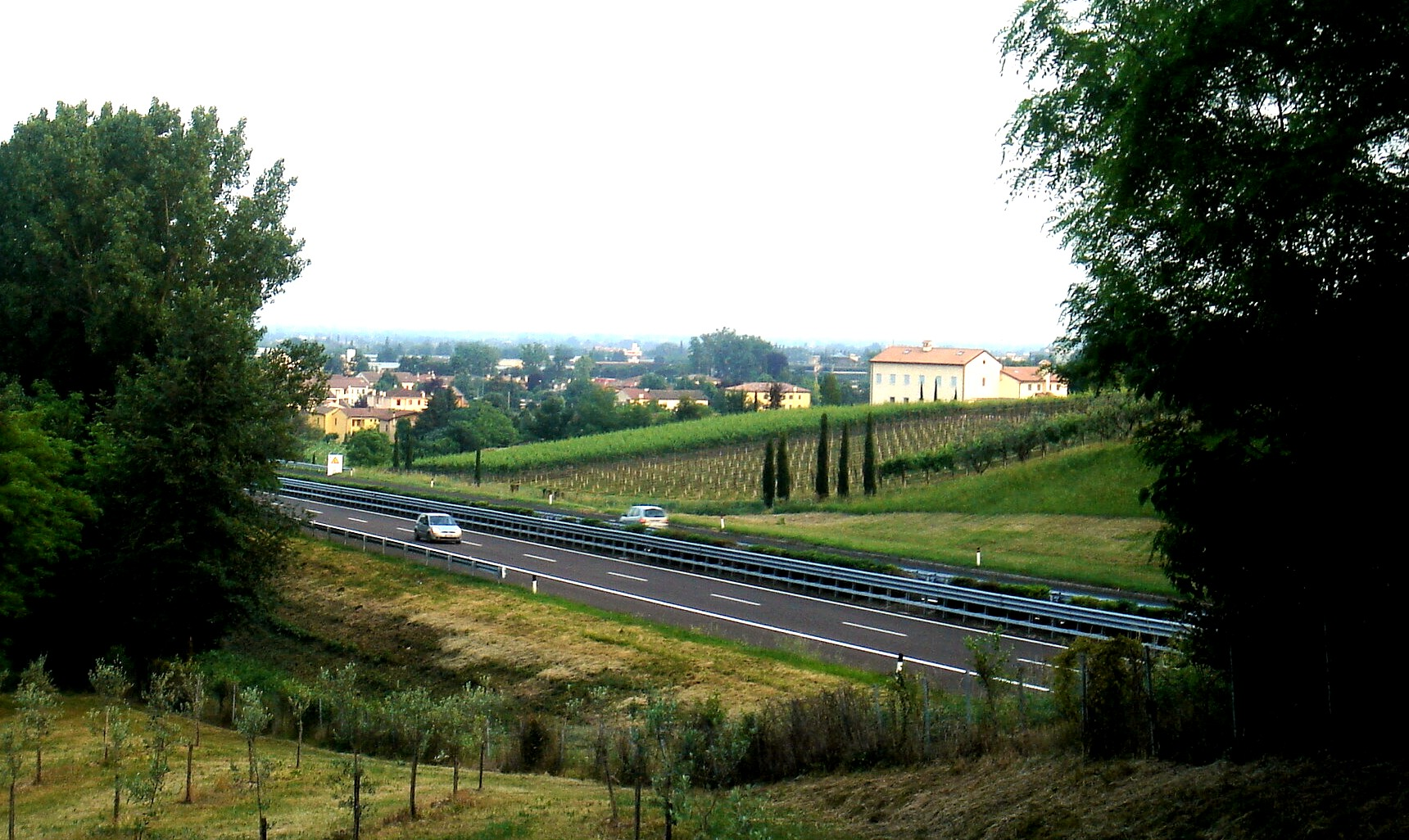
L'autostrada e l'area residenziale di via XXV Aprile
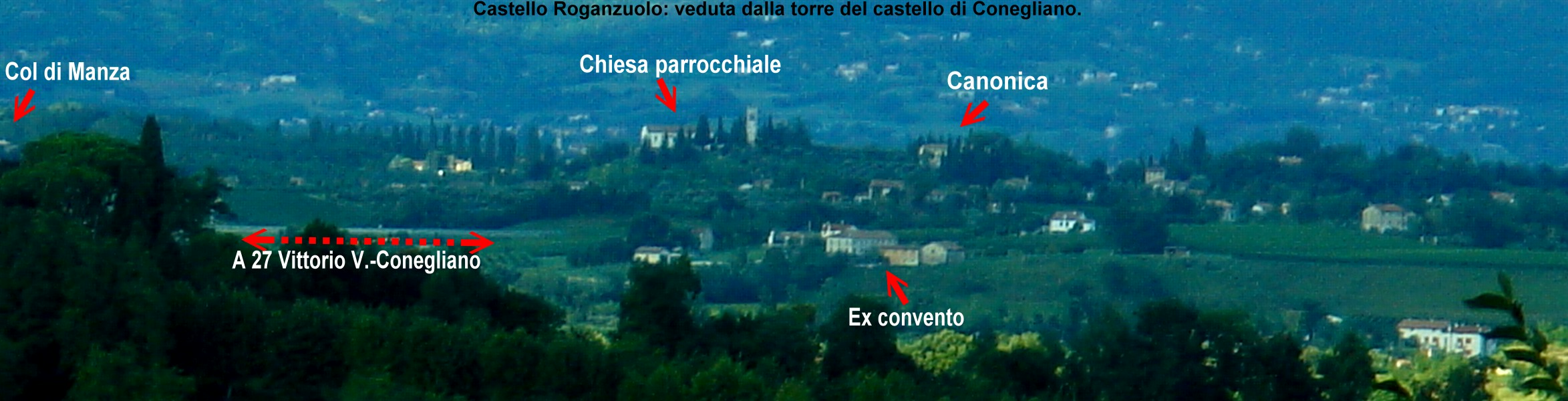
Panoramica dal Castello di Conegliano con indicato il passaggio dell'autostrada

### Ferrovie
La linea ferroviaria Venezia-Udine costeggia il confine sud della frazione, presso via Ferrovia, in zona industriale: Castello Roganzuolo si pone in posizione equidistante (circa 5 km) tra la stazione di Pianzano e la stazione di Conegliano.

## Sport

### Ciclismo
A Castello Roganzuolo si disputa il Gran Premio De Nardi, gara riservata agli Under 23, vinta da corridori quali Filippo Baggio e Sonny Colbrelli poi diventati professionisti.

## Curiosità
- Nell'ottocentesco prospetto cronologico Della vita e delle opere di Tiziano inserito in un'edizione di Le vite de' più eccellenti pittori, scultori e architettori[34] di Giorgio Vasari Castello Roganzuolo è così citato:

1544, agosto e settembre. Per il prezzo di 200 ducati dipinge la tavola per la chiesa di Castel Roganzuolo, tra Conegliano e Serravalle, rappresentante Nostra Donna col Putto, San Pietro a destra, e San Paolo alla sinistra, figure di grandezza del naturale, e collocate in tre nicchie sopra l'altare.
- Nello studio ottocentesco Le antiche lapidi patavine di Giuseppe Furlanetto[35] si cita Castello Roganzuolo per il ritrovamento di un'antica iscrizione:

XVII. Pietra di forma irregolare, trovata nell'a. 1843. fra le macerie di un sepolcro antico a castello Roganzuolo, tre miglia da Conegliano, e tre da Ceneda, nell'occasione in cui si allargò la strada presso la chiesa parrocchiale. La vicinanza del luogo, nel quale trovossi la pietra, fa ragionevolmente credere, che questo pezzo di pura arenaria siasi tratto dai monti di Fregona, ove questa roccia abbonda. Ora la pietra è presso il sig. Liberale D. Fabris avvocato in Venezia.

## Galleria d'immagini

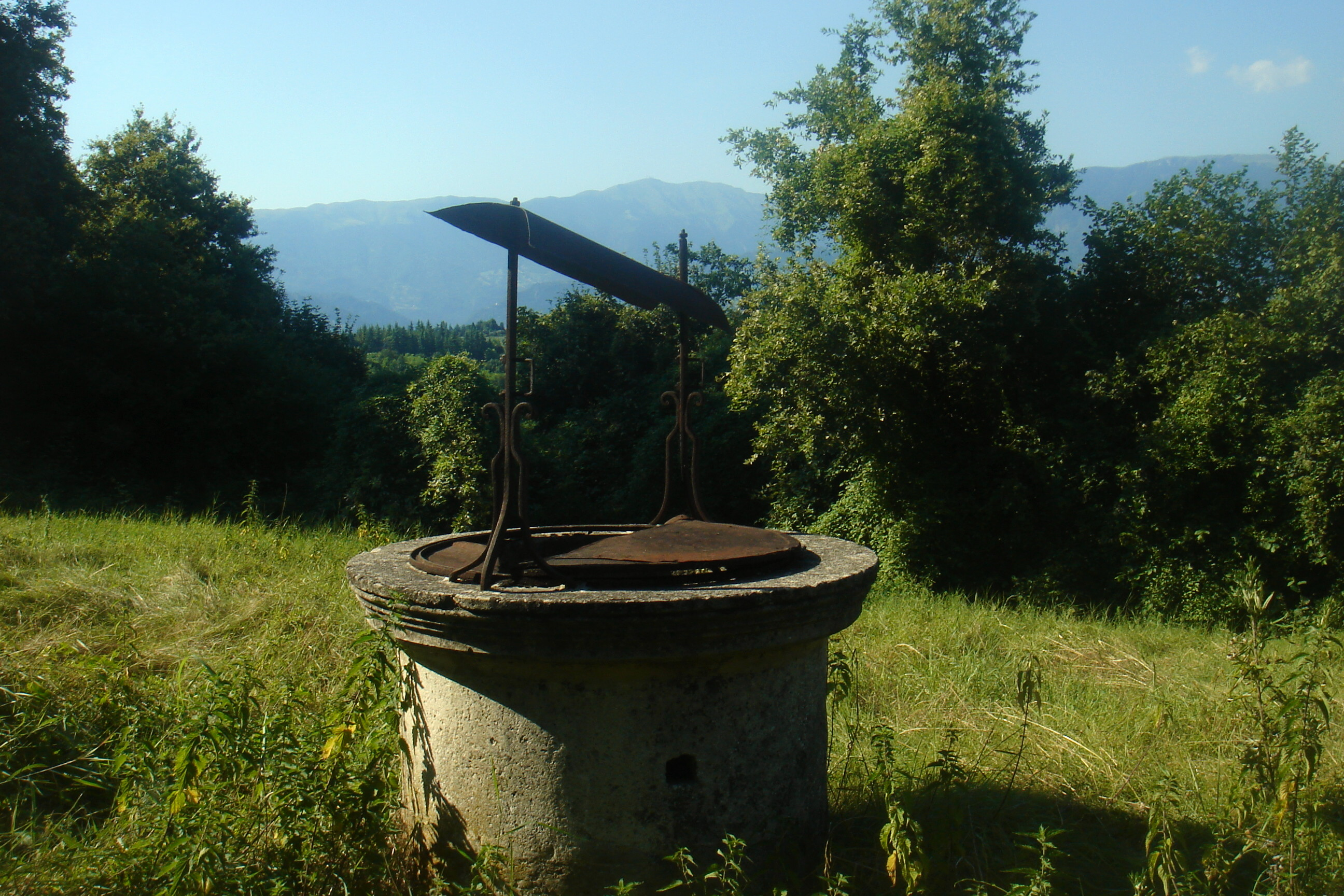
Il pozzo di via Rividella
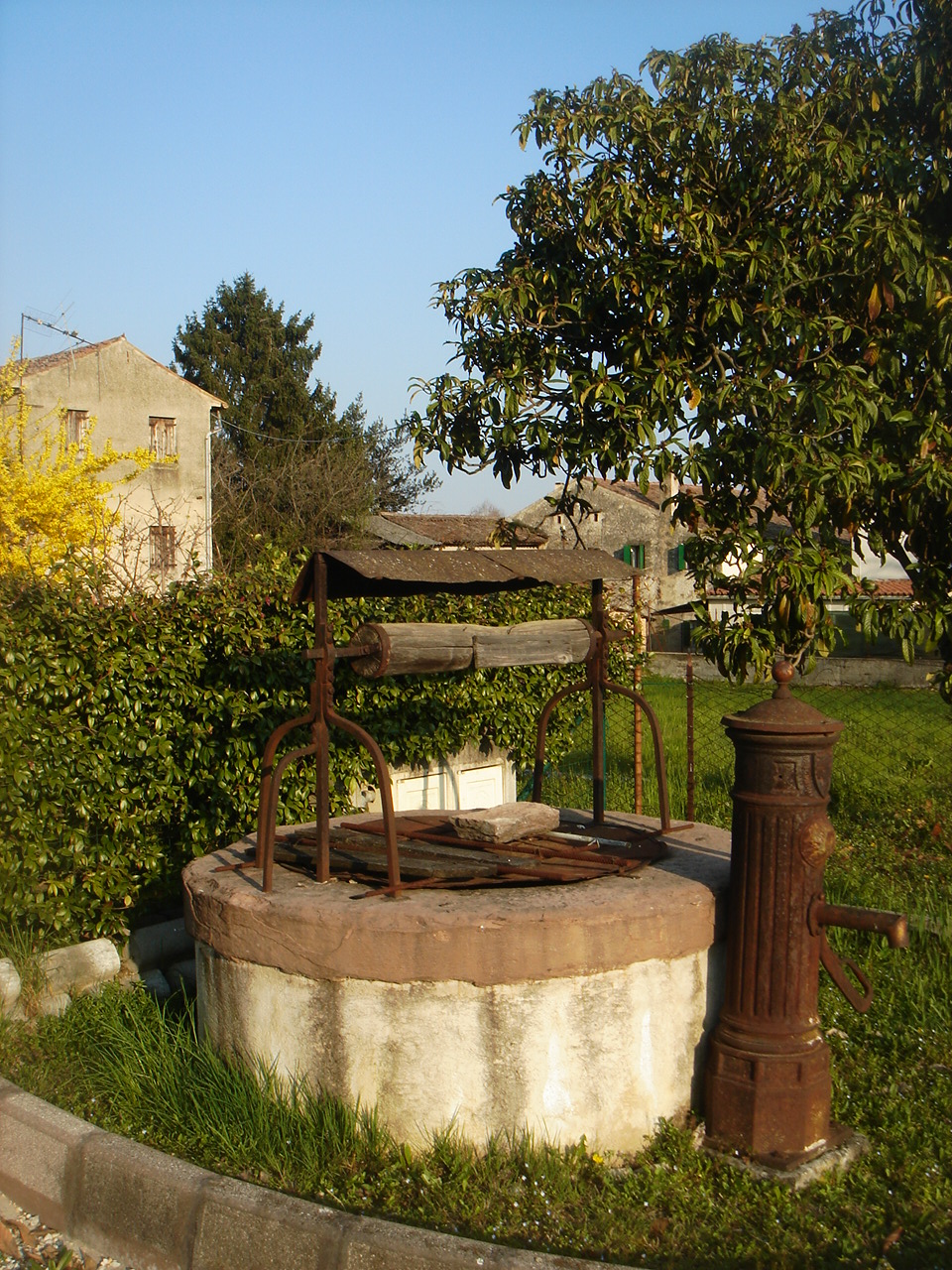
Il pozzo di Borgo Gradisca
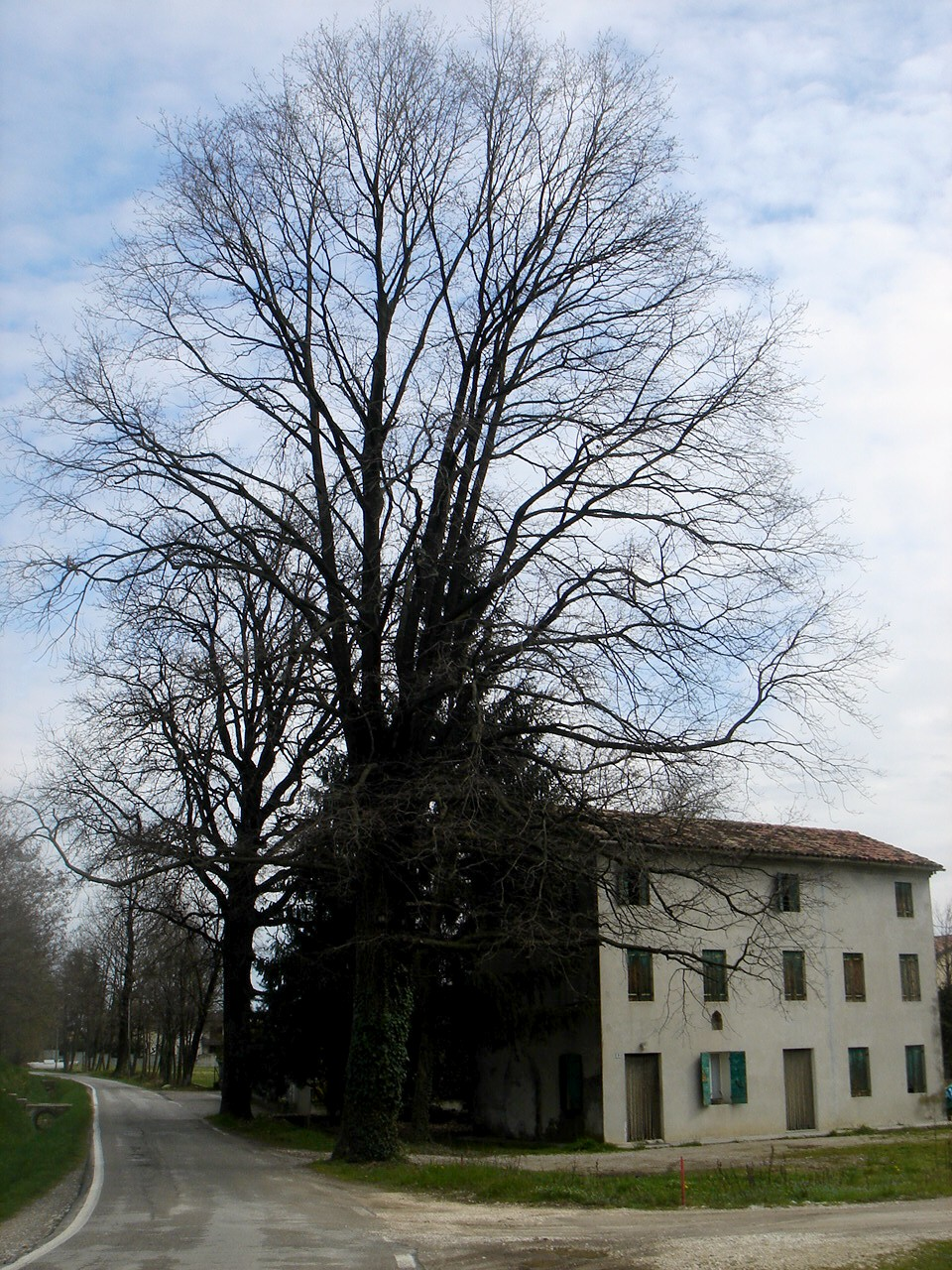
Le querce di via Moranda
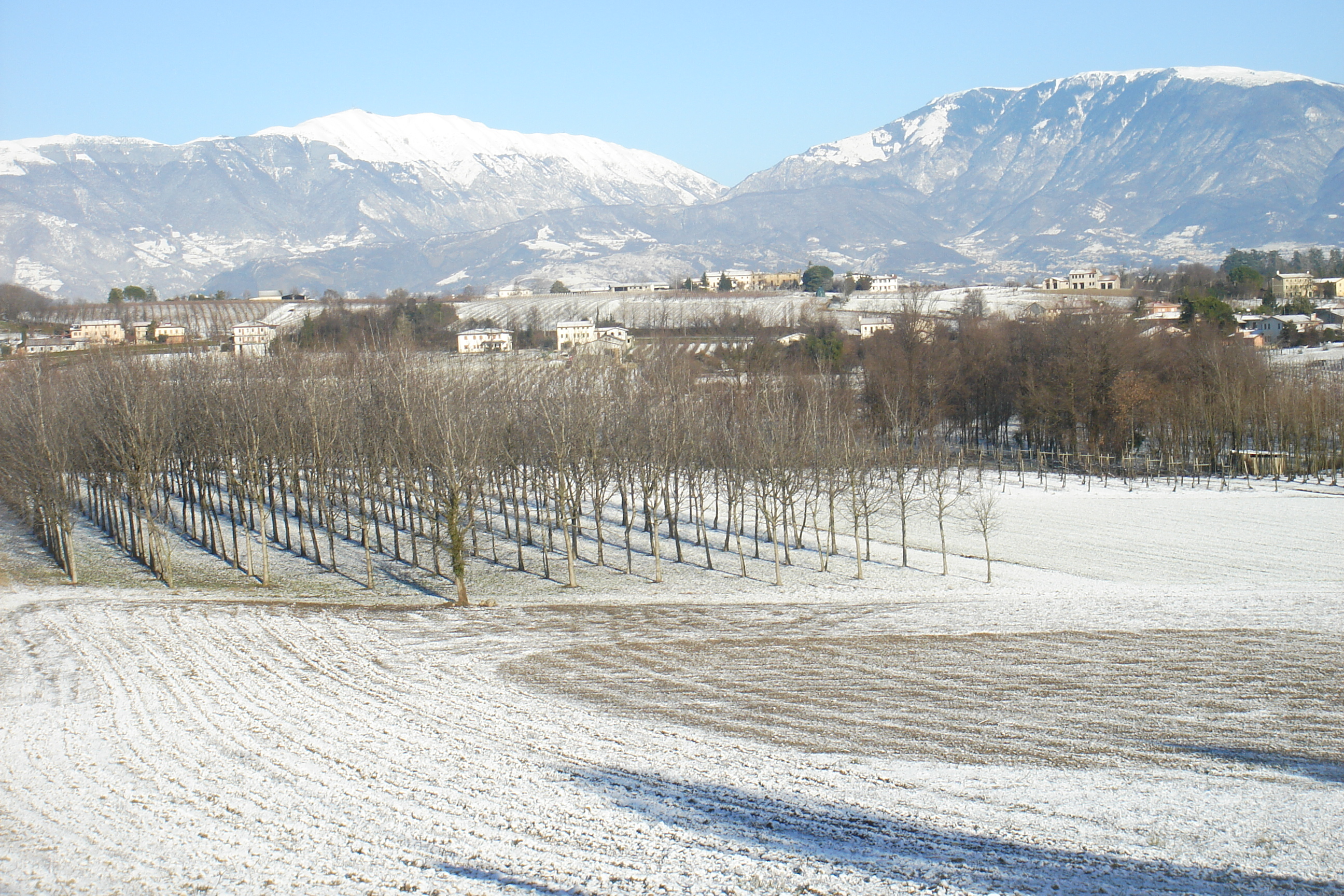
Panorama innevato di Castello Roganzuolo